# Algemene Begraafplaats Kerkhoflaan

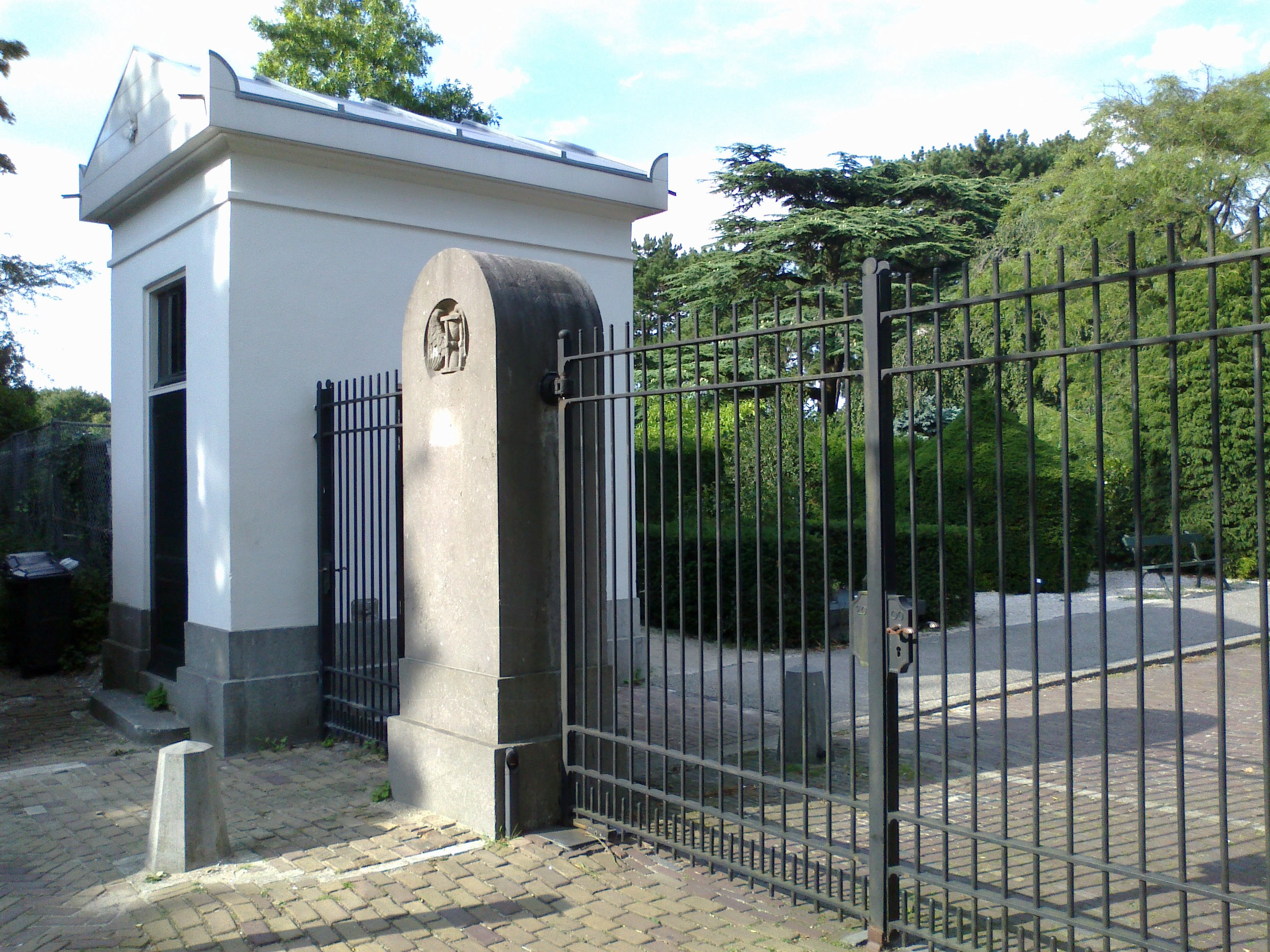
Hoofdingang aan de Kerkhoflaan

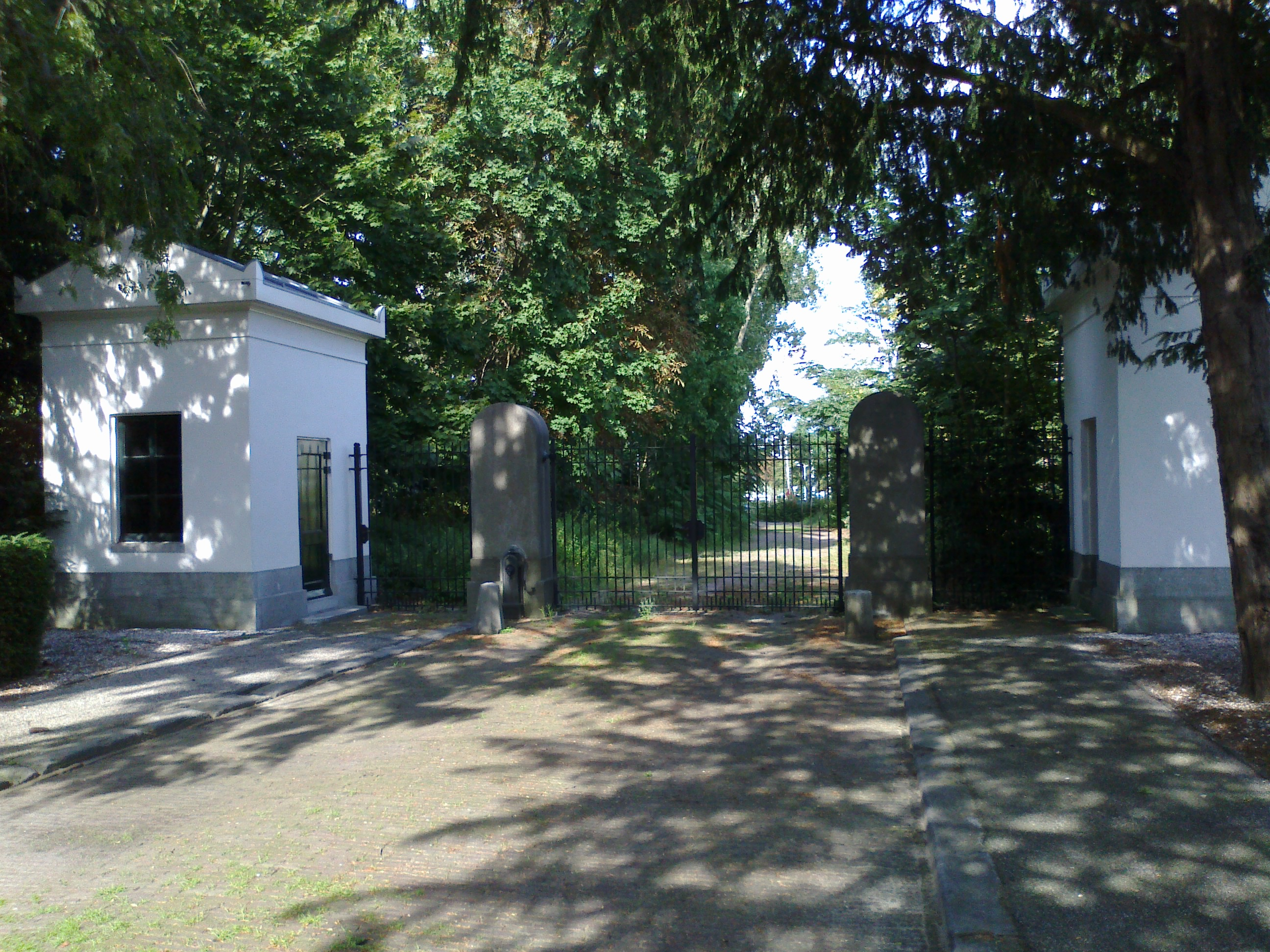
Achteruitgang, sterk gelijkend op de huidige hoofdingang

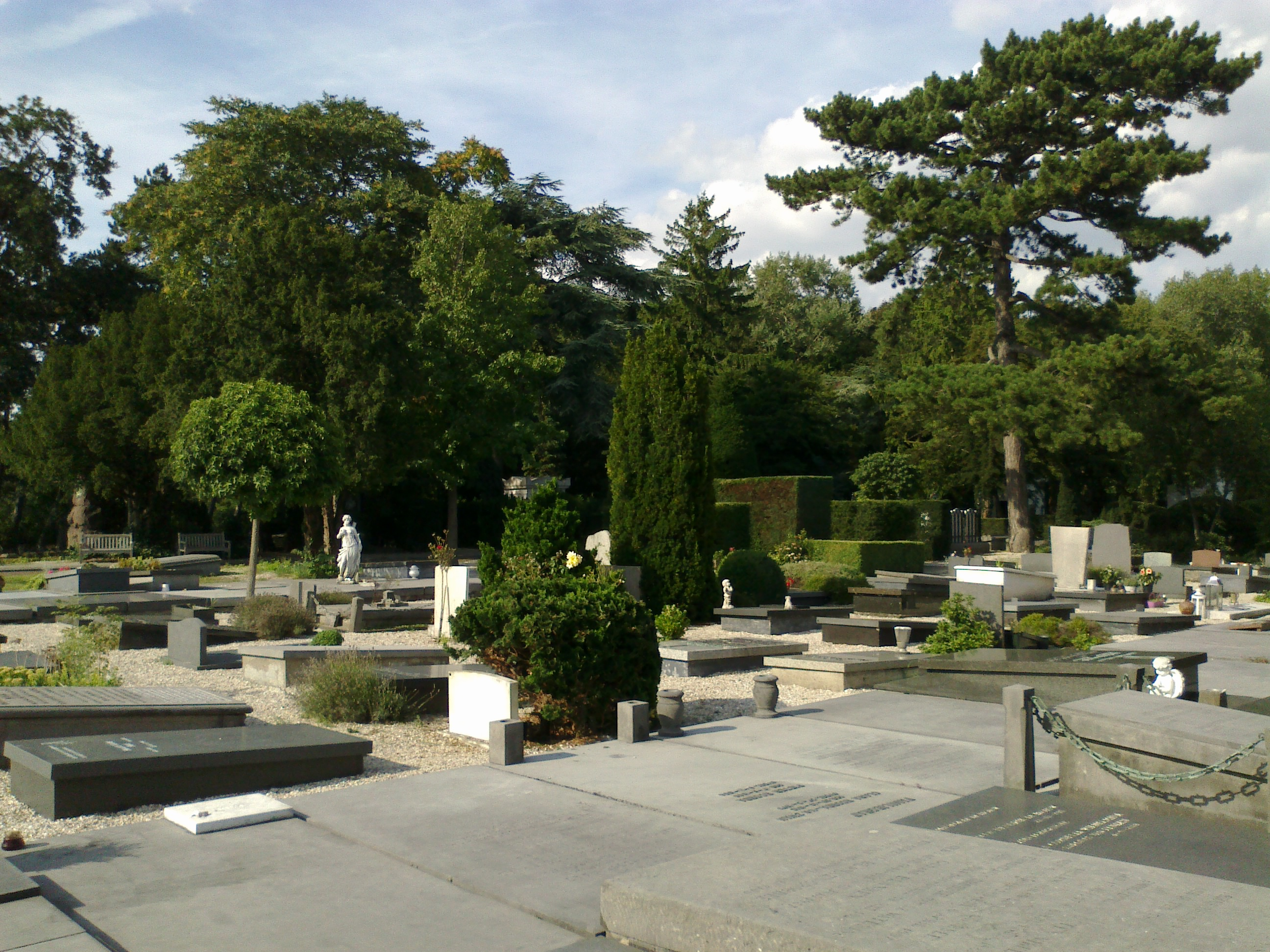
Overzicht van de begraafplaats

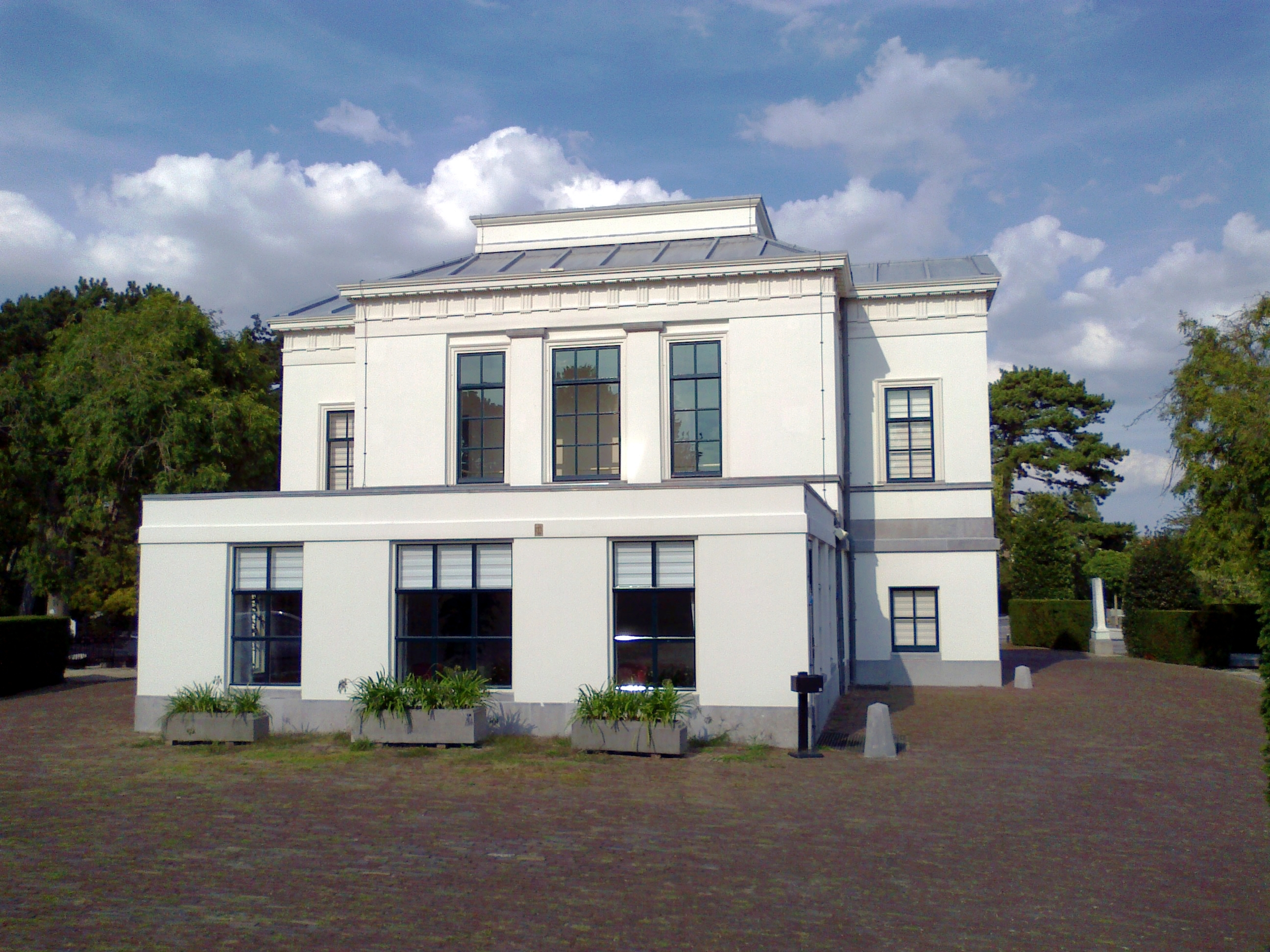
Aula uit 1830, aangezicht. Voormalig schijndodenhuis.

De Algemene Begraafplaats aan de Kerkhoflaan is een 19e-eeuwse begraafplaats in de Archipelbuurt in Den Haag, aan de rand van de Scheveningse Bosjes.
De begraafplaats werd in 1830 in gebruik genomen, nadat er in 1829 een koninklijk verbod was uitgevaardigd om nog mensen in kerken te begraven, om redenen van de volksgezondheid. De nieuwe begraafplaats aan de Kerkhoflaan werd ontworpen door de stadsarchitect Zeger Reyers. Deze begraafplaats lag toen ver buiten de stad, net als de katholieke Begraafplaats Sint Petrus Banden, die iets zuidelijker ligt en die ook uit die periode dateert. Het is daar al duingrond, waardoor het terrein niet vlak is.
In 1991 werd het een gemeentelijke begraafplaats.

## Schijndodenhuis
Reyers ontwierp voor deze begraafplaats een schijndodenhuis (1830). Dit is in classicistische stijl opgetrokken en ligt op een verhoging in de as van de begraafplaats. Het witte gebouw heeft een verdieping en bestaat uit twee in elkaar geschoven bouwblokken in de vorm van een kruis. Het hoofdblok is gedekt door een schilddak met attiek en het dwarsblok heeft een zadeldak. Omstreeks het midden van de 19e eeuw werd tegen de zuidzijde een serre-achtige aanbouw opgetrokken. In 1938 is tegen de noordzijde een aula gebouwd, waartoe de brede opgang werd verwijderd en twee zuilen aan het oog werden onttrokken. Het schijndodenhuis op de gemeentelijke begraafplaats is een rijksmonument.

## Wachthuisjes en hek
De begraafplaats beschikt over twee ingangen, die qua vormgeving dezelfde opzet hebben. De hoofdingang bevond zich oorspronkelijk aan de zijde van de Koninginnegracht. Twee wachthuisjes in classicistische trant en een smeedijzeren toegangshek met twee natuurstenen pijlers vormen de toegang tot de gemeentelijke begraafplaats. Ook deze witgepleisterd pandjes werden ontworpen door Reyers (ca. 1840) en zijn een rijksmonument.

## Grafmonumenten
- Grafmonument Bosboom-Toussaint, in 1887 ontworpen door J.B. Springer en Bart van Hove, bevattende de graven van Geertruida Bosboom-Toussaint (†1886) en haar echtgenoot Johannes Bosboom (†1891).
- Grafmonument Ragay, in 1837  gemaakt door Eduard Schmidt von der Launitz, bevattende de graven van kolonel Pieter Agnisius Ragay (1769-1830) en zijn neef David Ragay (1772-1850), die zijn oom opvolgde als thesaurier van koning Willem I.
- Grafmonument van Louis Guillaume Diepenheim, Ridder Militaire Willems-Orde 3e klasse.

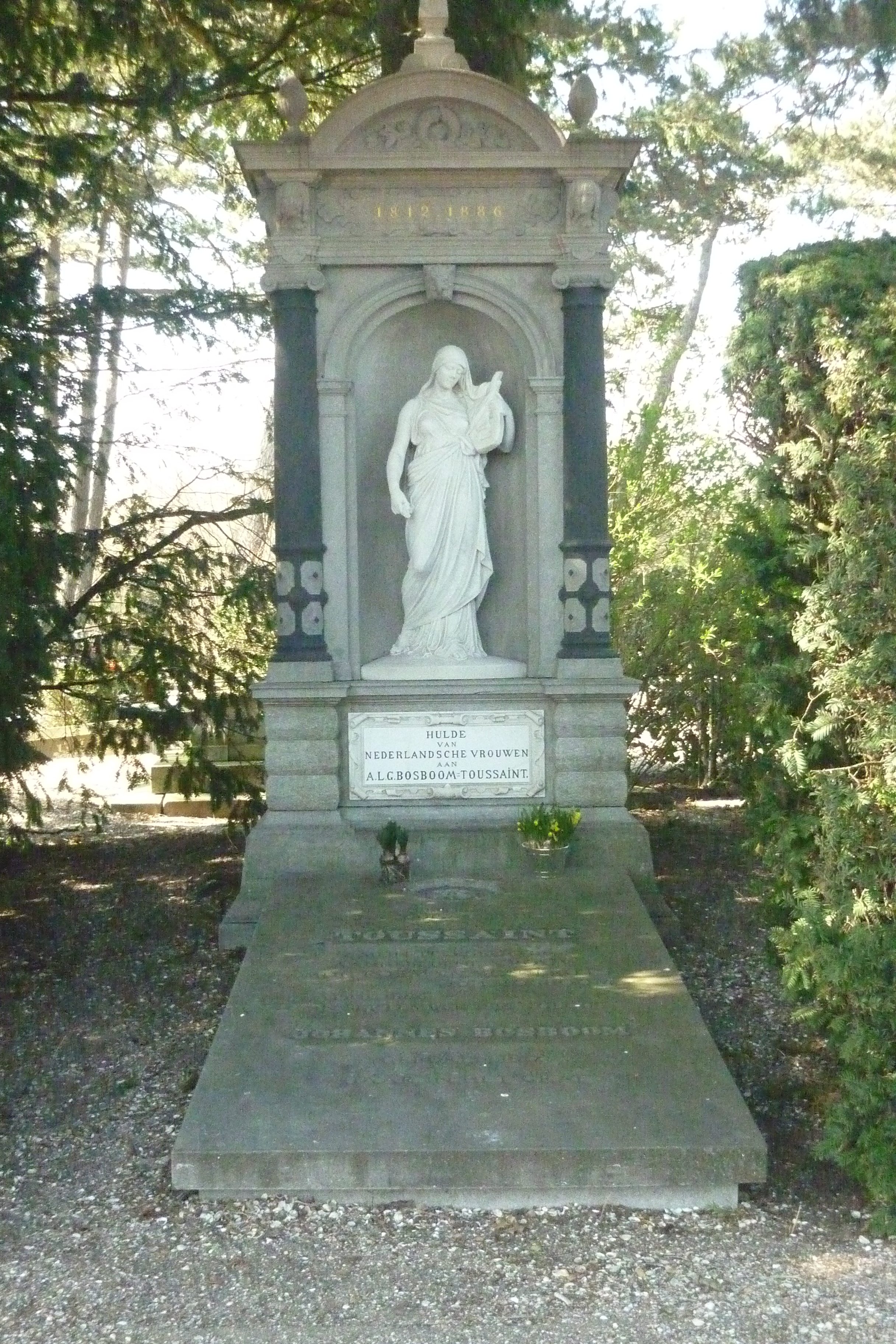
Bosboom-Toussaint
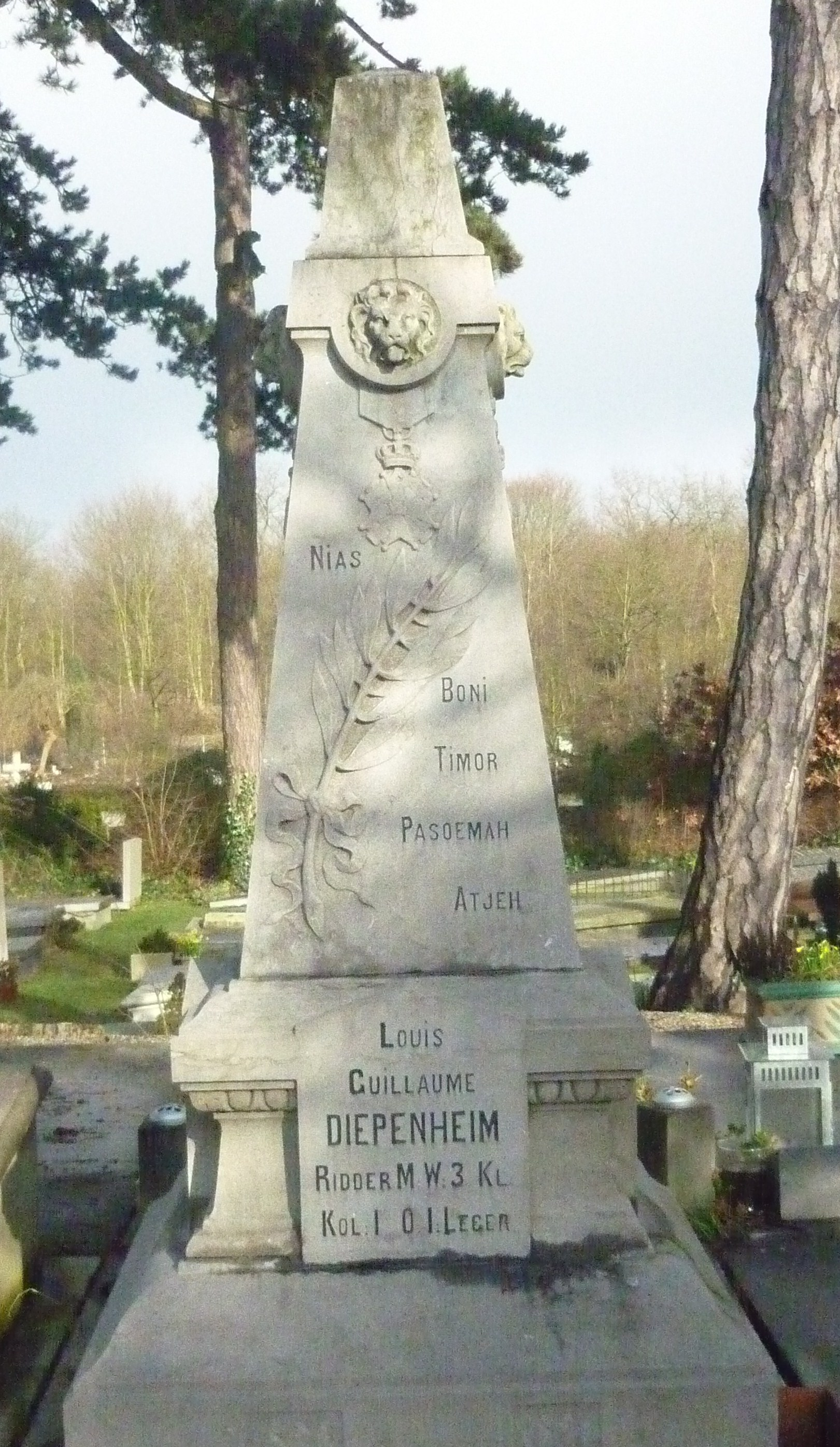
Louis G. Diepenheim
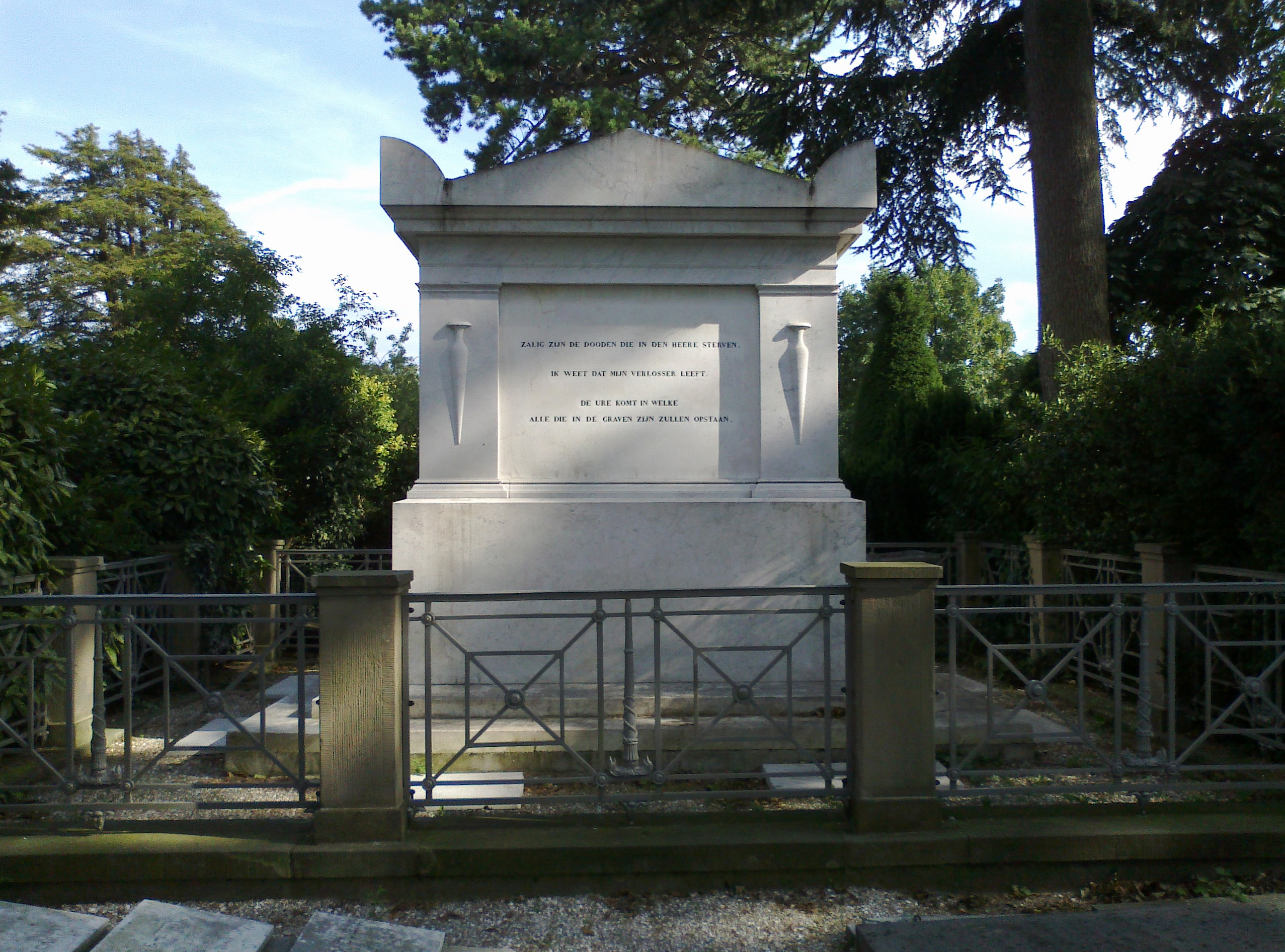
Grafmonument Ragay

## Oorlogsmonumenten
Tiendaagse Veldtocht
- Een monumentale obelisk uit 1832 gedenkt de Zwitserse opperbevelhebber Nicolaas Emanuel Frederik von Gumoëns, die vrijwillig tijdens de Tiendaagse Veldtocht betrokken was bij de verdediging van Antwerpen. Hij overleed later aan zijn verwondingen.[3]

Eerste Wereldoorlog
- Monument Zeeramp van 22 september 1914, waarachter 33 graven van individuele slachtoffers en een massagraf voor 22 ongeïdentificeerde slachtoffers. Achter de graven een groot kruis. Op het monument staat: "Twenty two British seamen and marines of the Great War, known unto God". Op acht van de grafstenen staat geen naam.

Tweede Wereldoorlog
- In het rechter deel van de begraafplaats staat een monument ter herinnering aan de slachtoffers van het bombardement op het Bezuidenhout op 3 maart 1945.
- Het Militair erehof Den Haag Kerkhoflaan gedenkt 167 militaire slachtoffers, gevallen tijdens de Slag om Den Haag in mei 1940. Het monument staat in het lage deel van de begraafplaats en bestaat uit een drieluik van natuursteen met sculpturen en teksten, waarop hun namen staan ingegraveerd. Naast het monument hangt de Nederlandse driekleur halfstok.

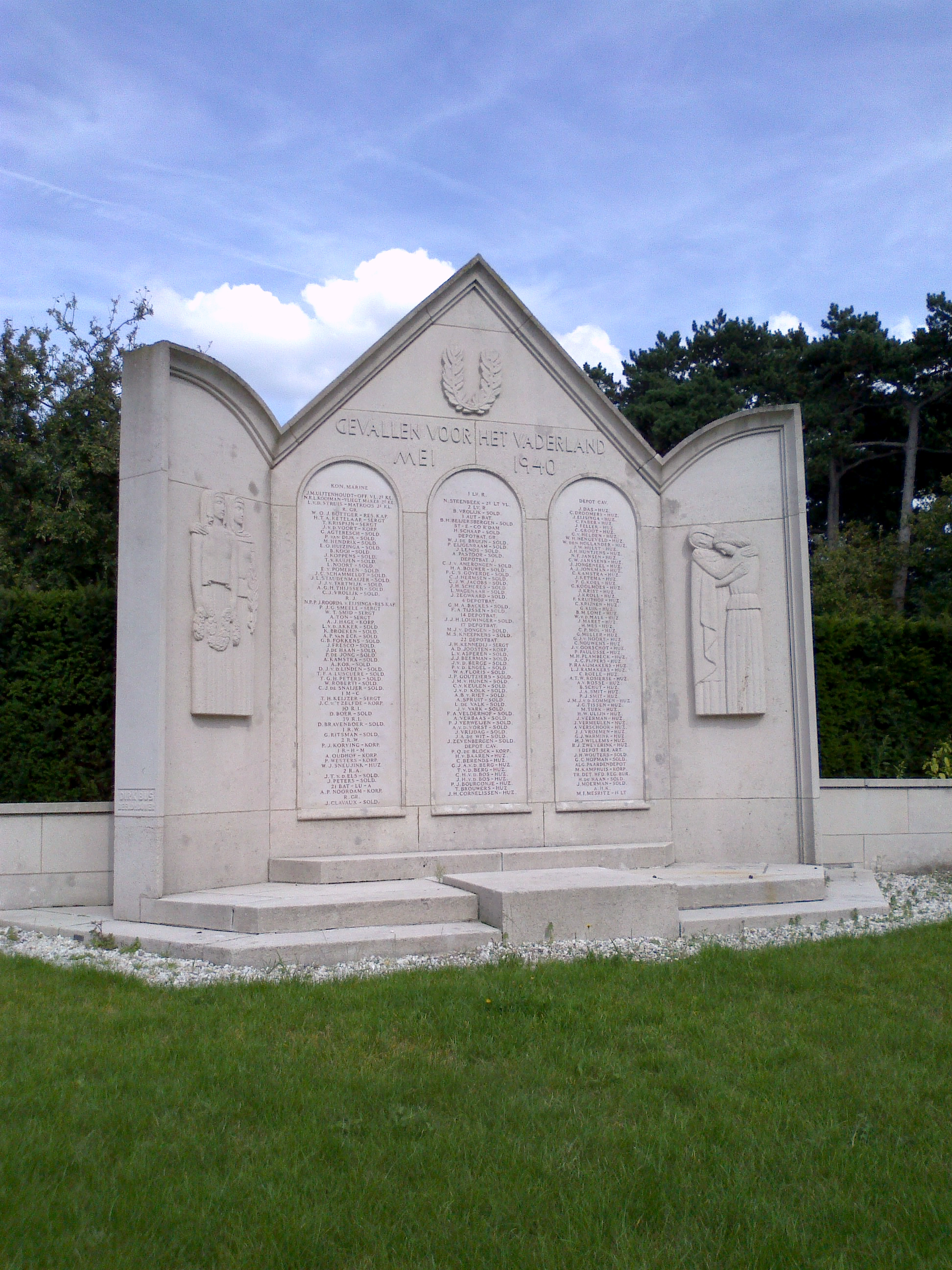
Militair Erehof
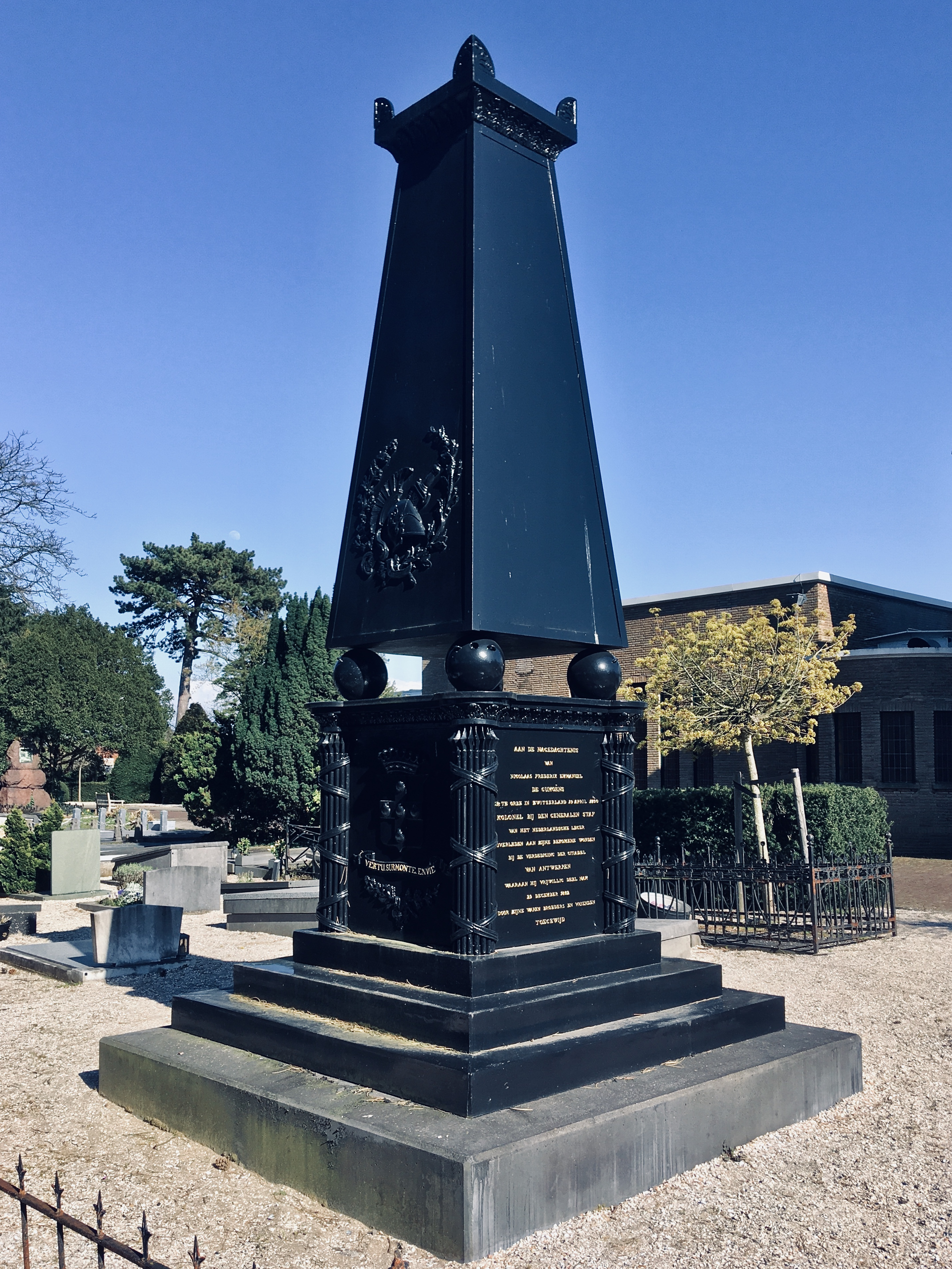
Monument N.E.F. von Gumoëns
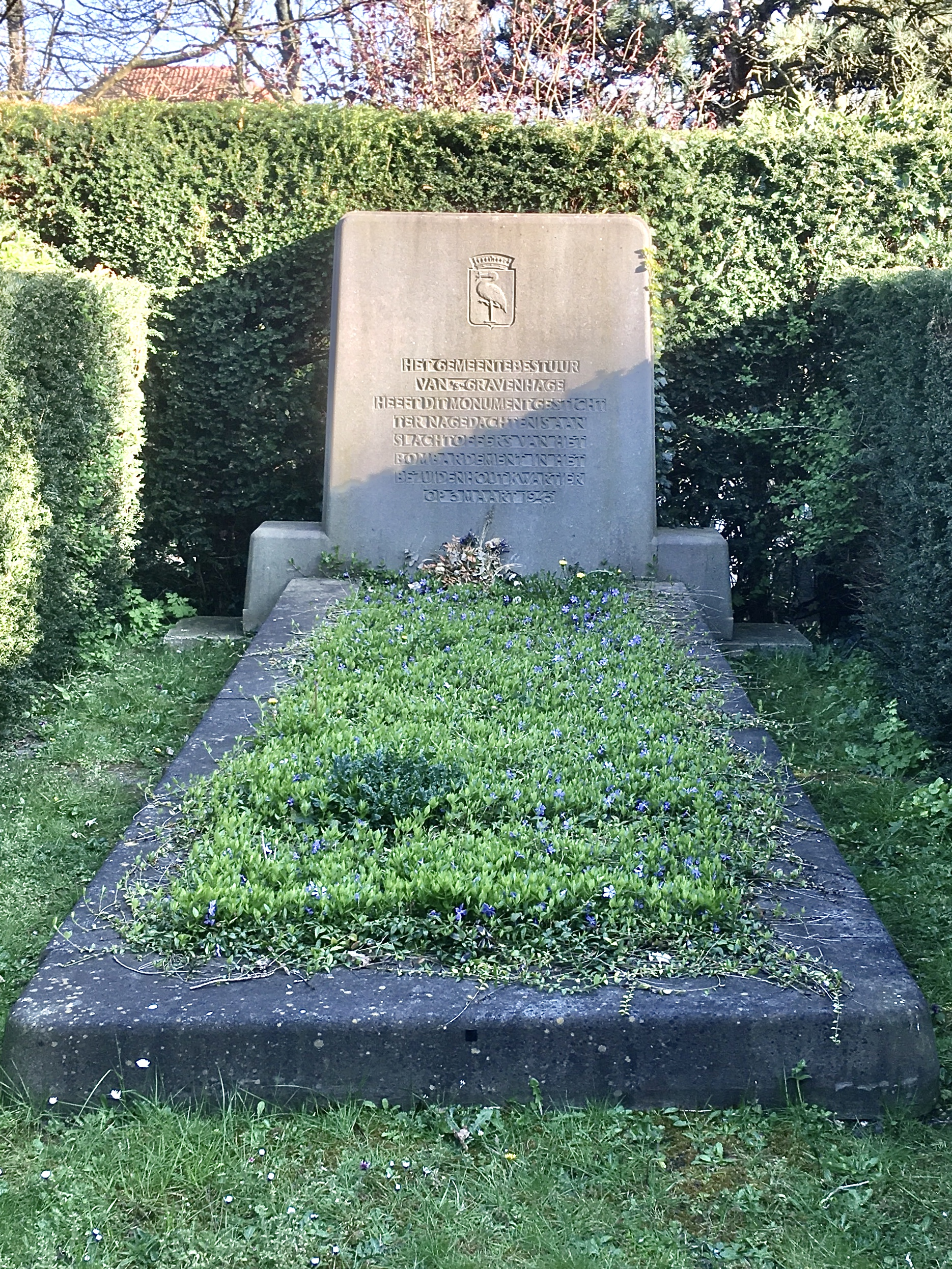
Monument Bezuidenhout
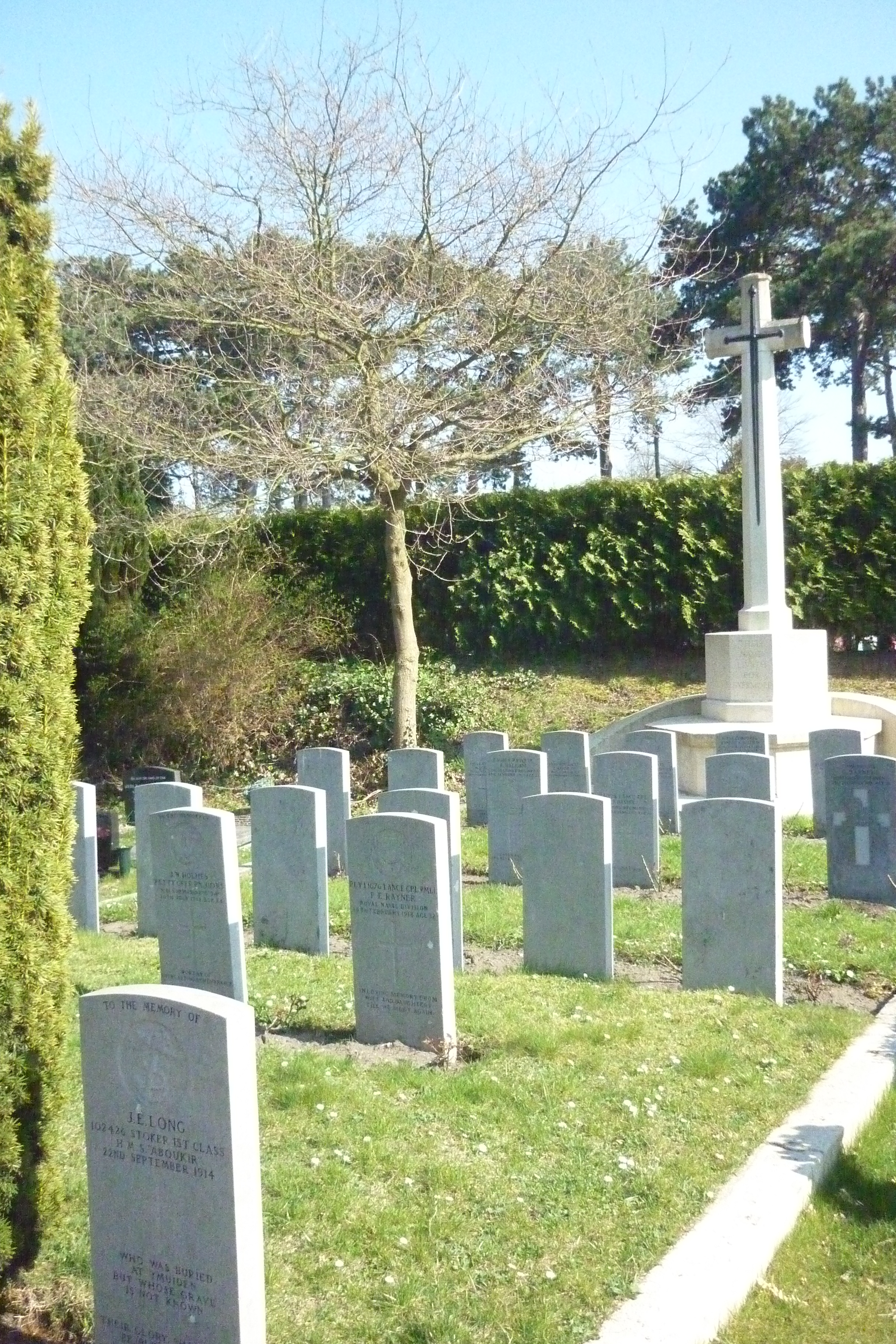
British Seamen & Marines

## A
- Floris Arntzenius (1864-1925), kunstschilder

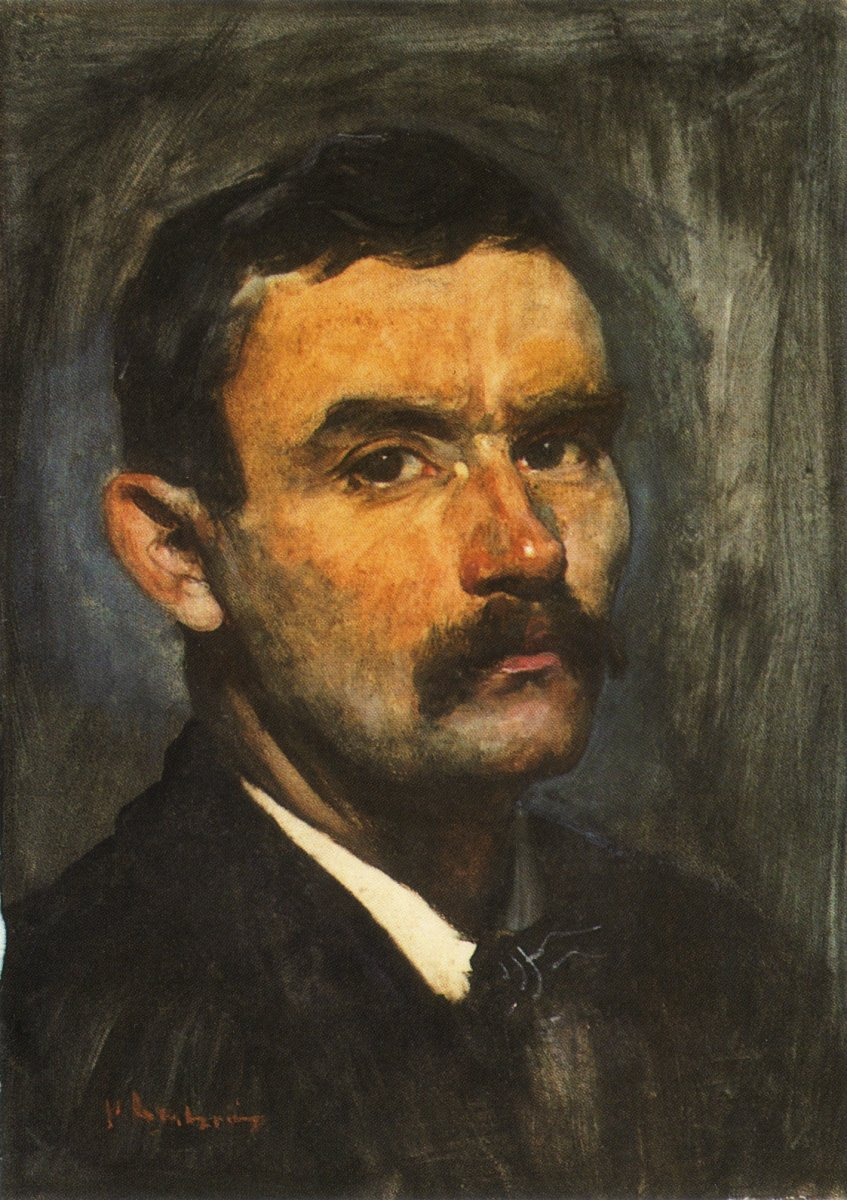
F. Arntzenius

## B

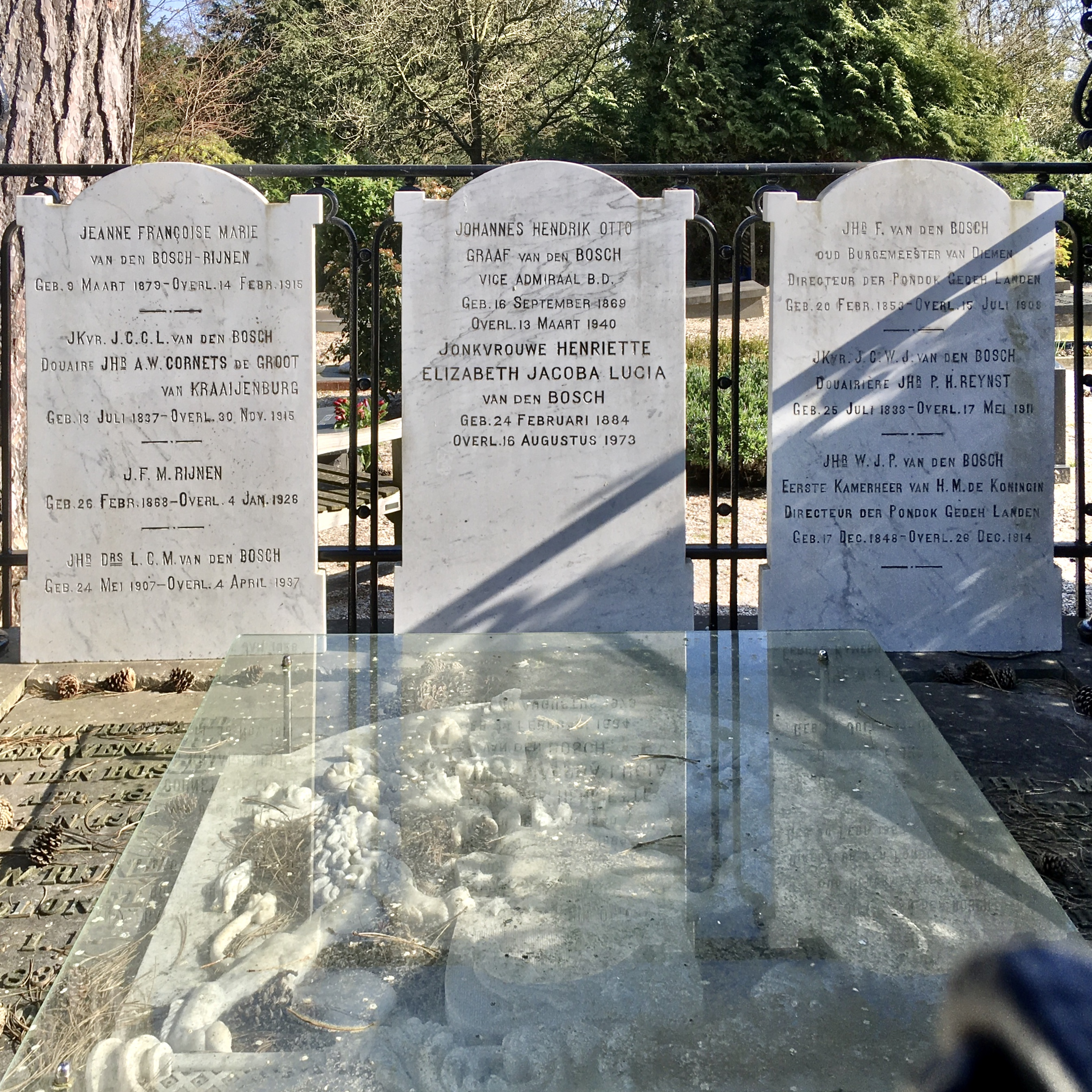
Familiegraf Van den Bosch

- prof. dr. Anthonius Franciscus Bauduin (1820-1885), dirigerend officier van gezondheid eerste klasse en hoogleraar genees- en heelkunde in Japan
- Andries van den Berg (1852-1944), kunstschilder
- Johannes Bosboom (1817-1891), kunstschilder
- Geertruida Bosboom-Toussaint (1812-1886), schrijfster
- Johannes graaf van den Bosch (1780-1844), gouverneur-generaal van Nederlands-Indië en minister van Staat
- Karel Cornelis Bunnik (1830-1884), kapitein-ter-zee, ridder en officier Militaire Willems-Orde

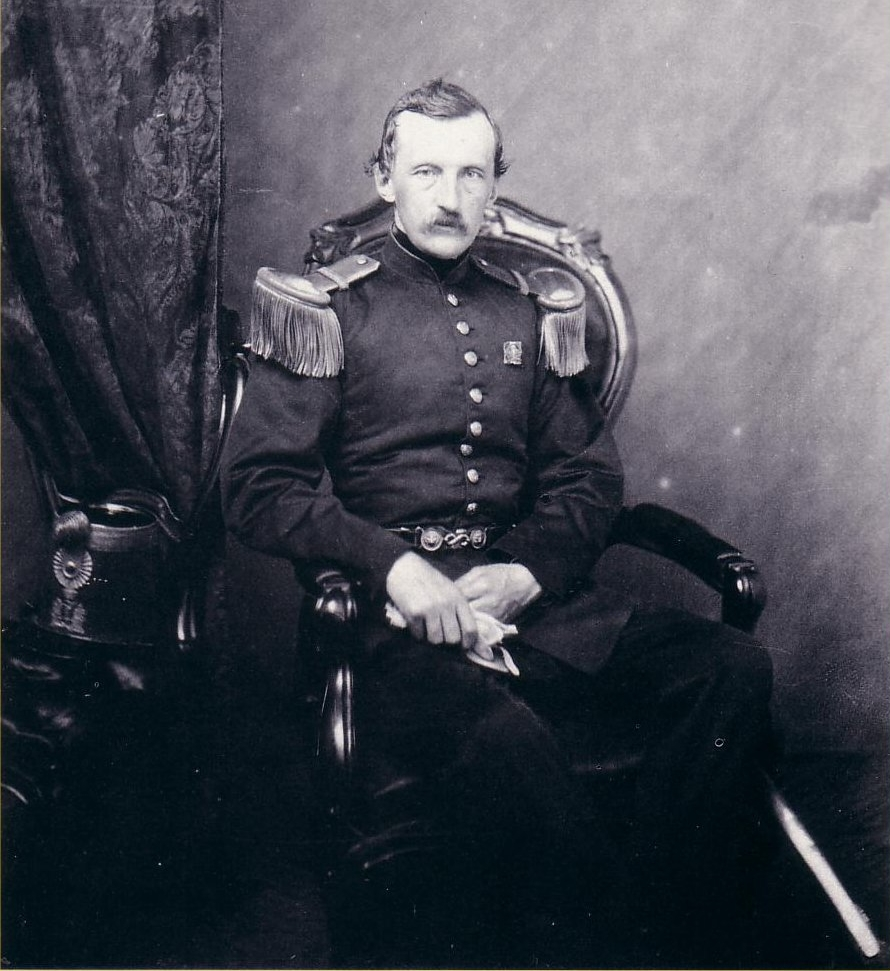
prof.dr. A.F. Bauduin
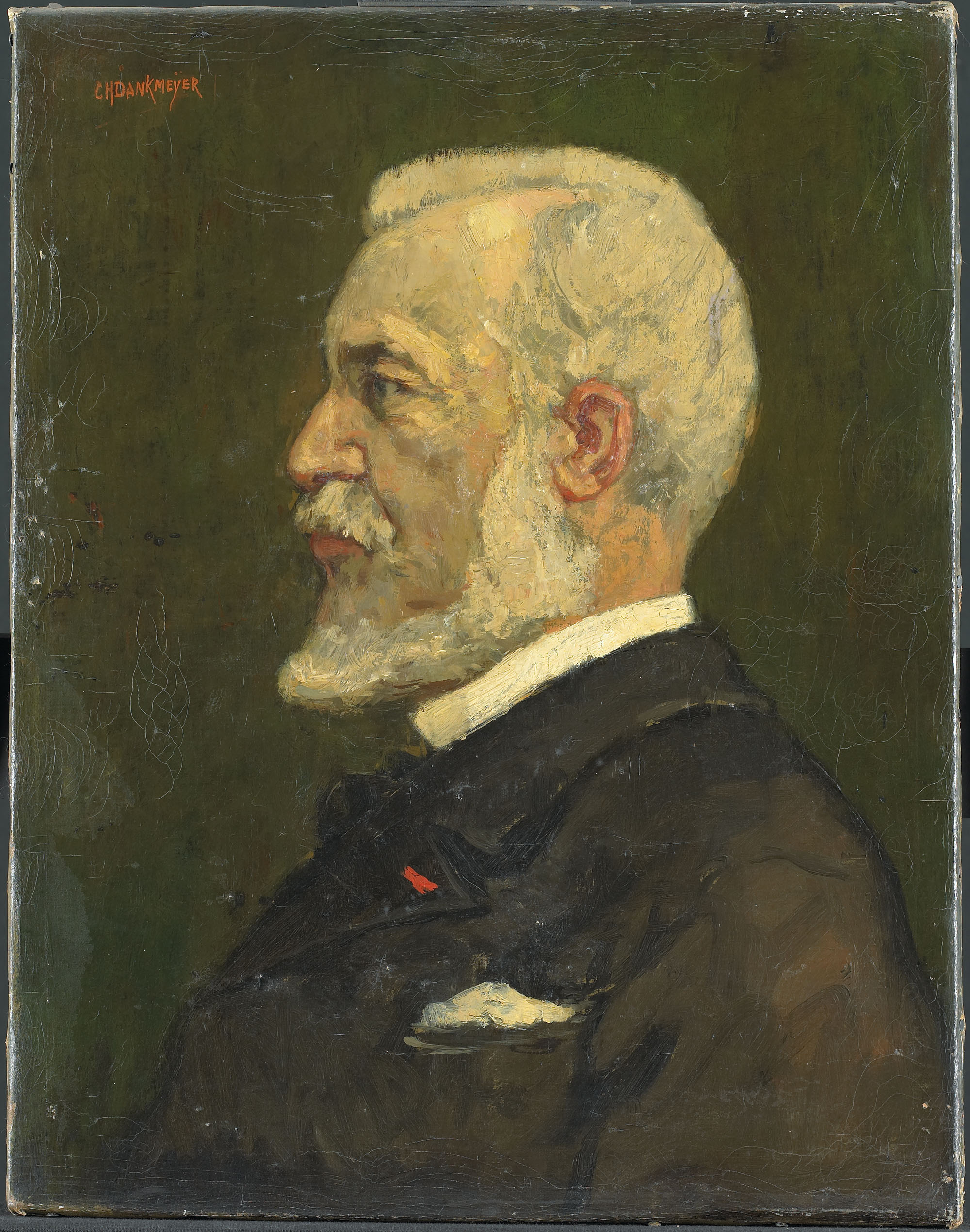
J. Bosboom
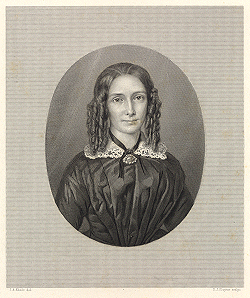
A.L.G. Bosboom-Toussaint
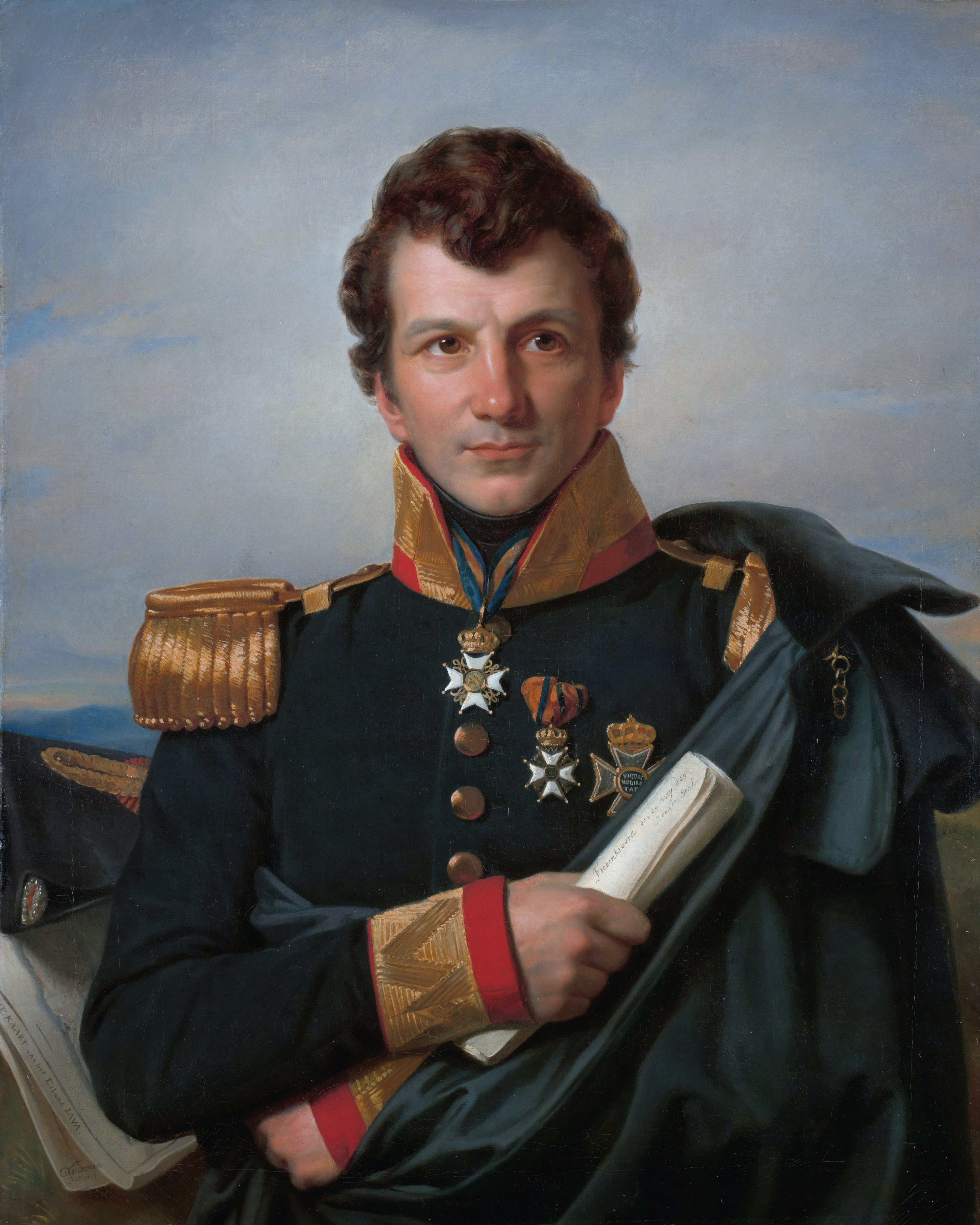
J. van den Bosch
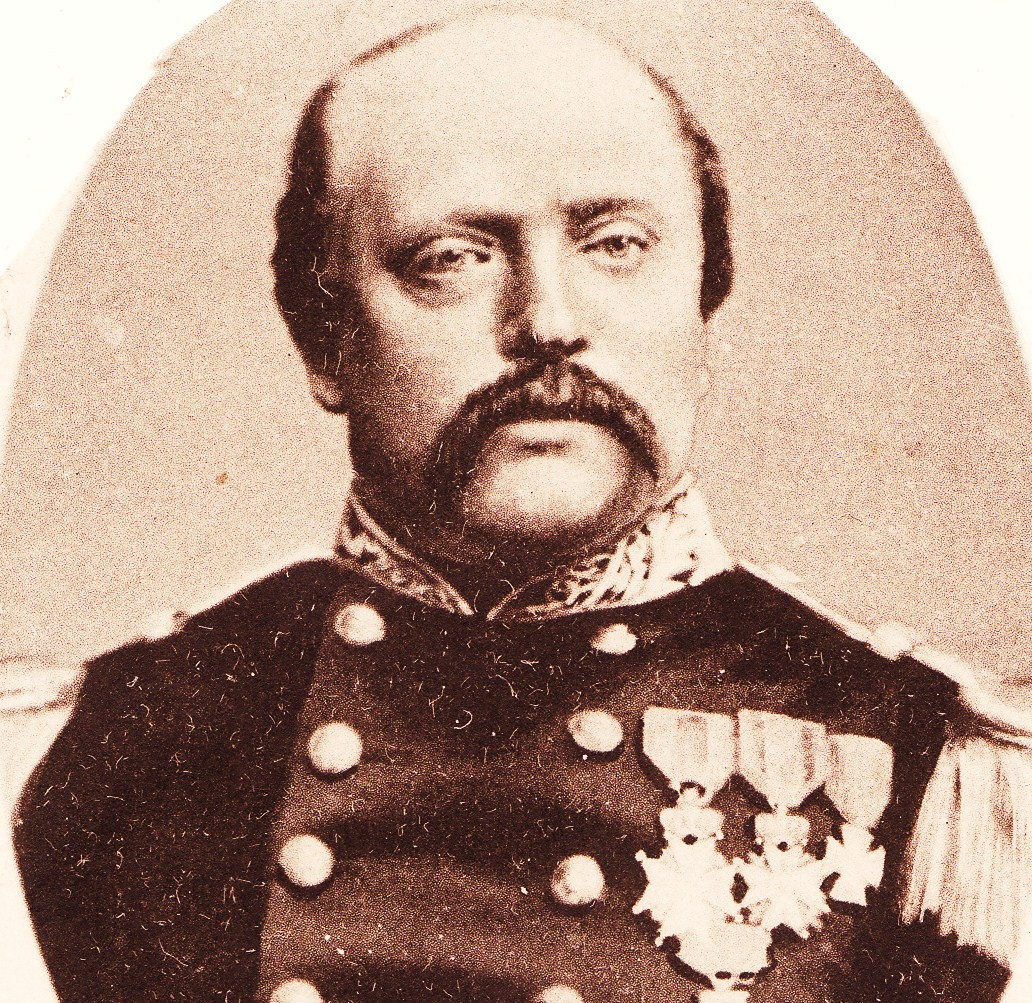
K.C. Bunnik

## C
- Reinier Hendrik Otto van der Capellen (1854-1937), generaal-majoor
- Hendrikus Colijn (1869-1944), politicus, minister-president
- Pierre Paul Chrétien Collette (1858-1928), luitenant-generaal
- John Ricus Couperus (1816-1902), hoog Indisch ambtenaar

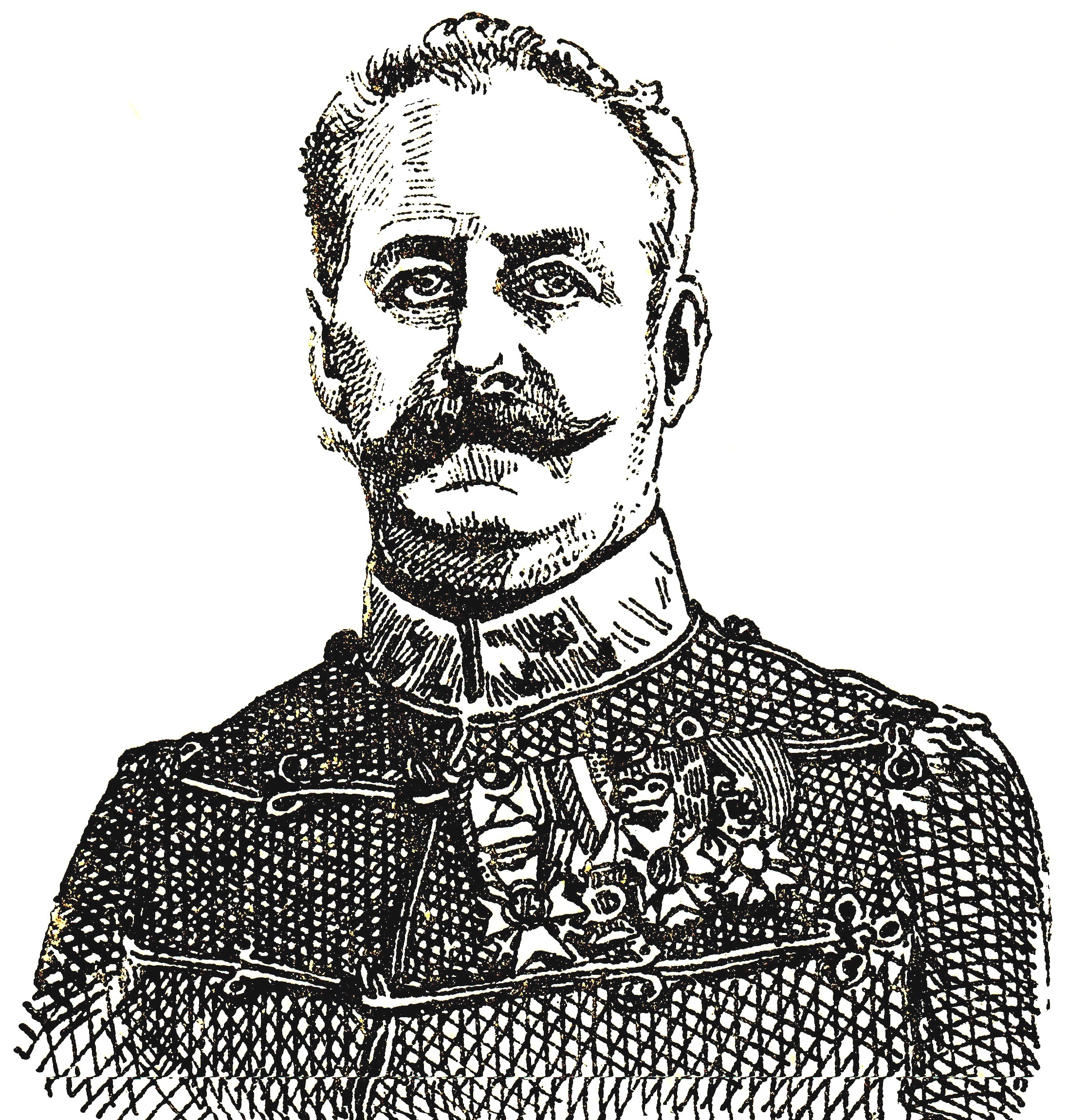
R.H.O. van der Capellen
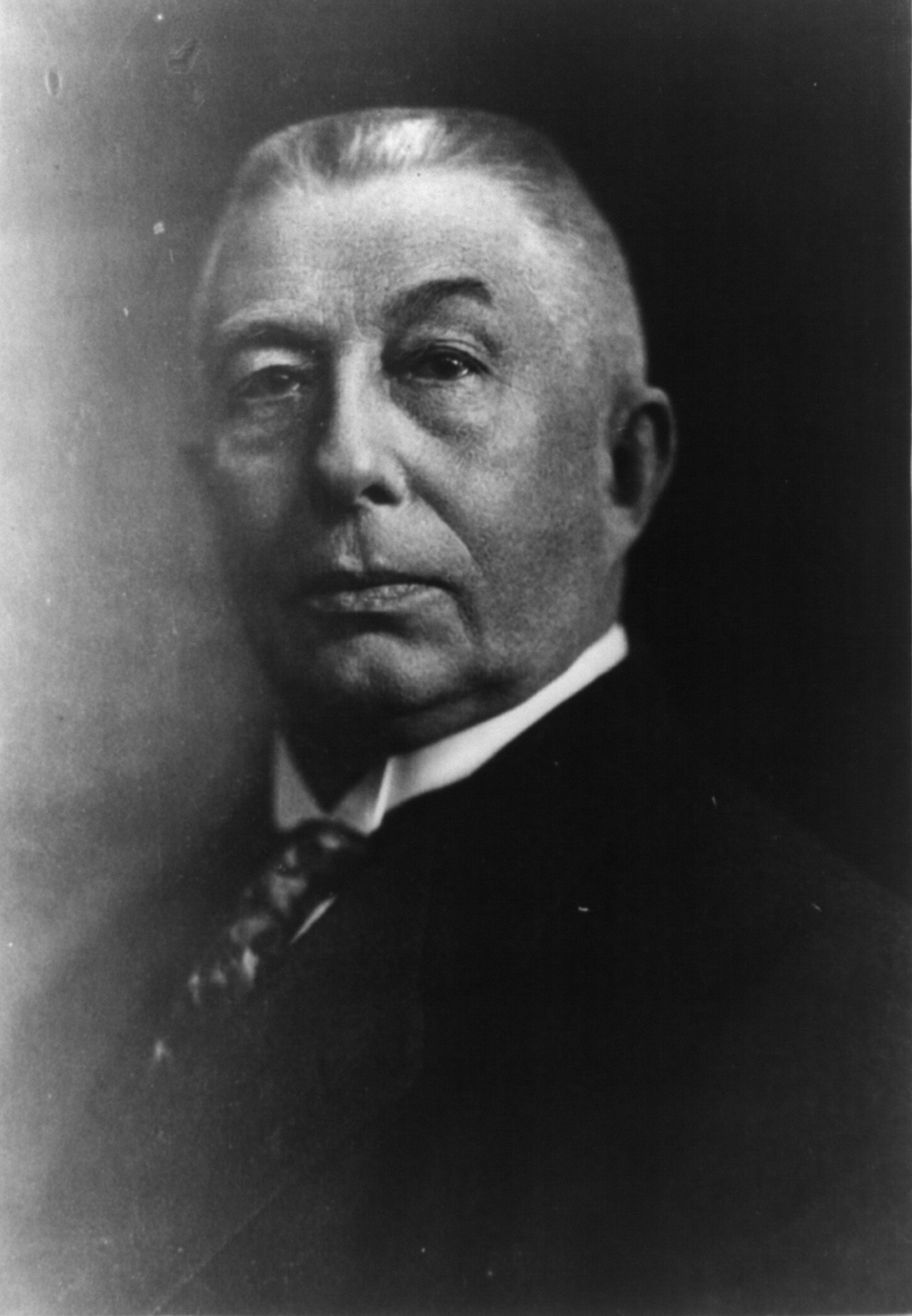
H. Colijn
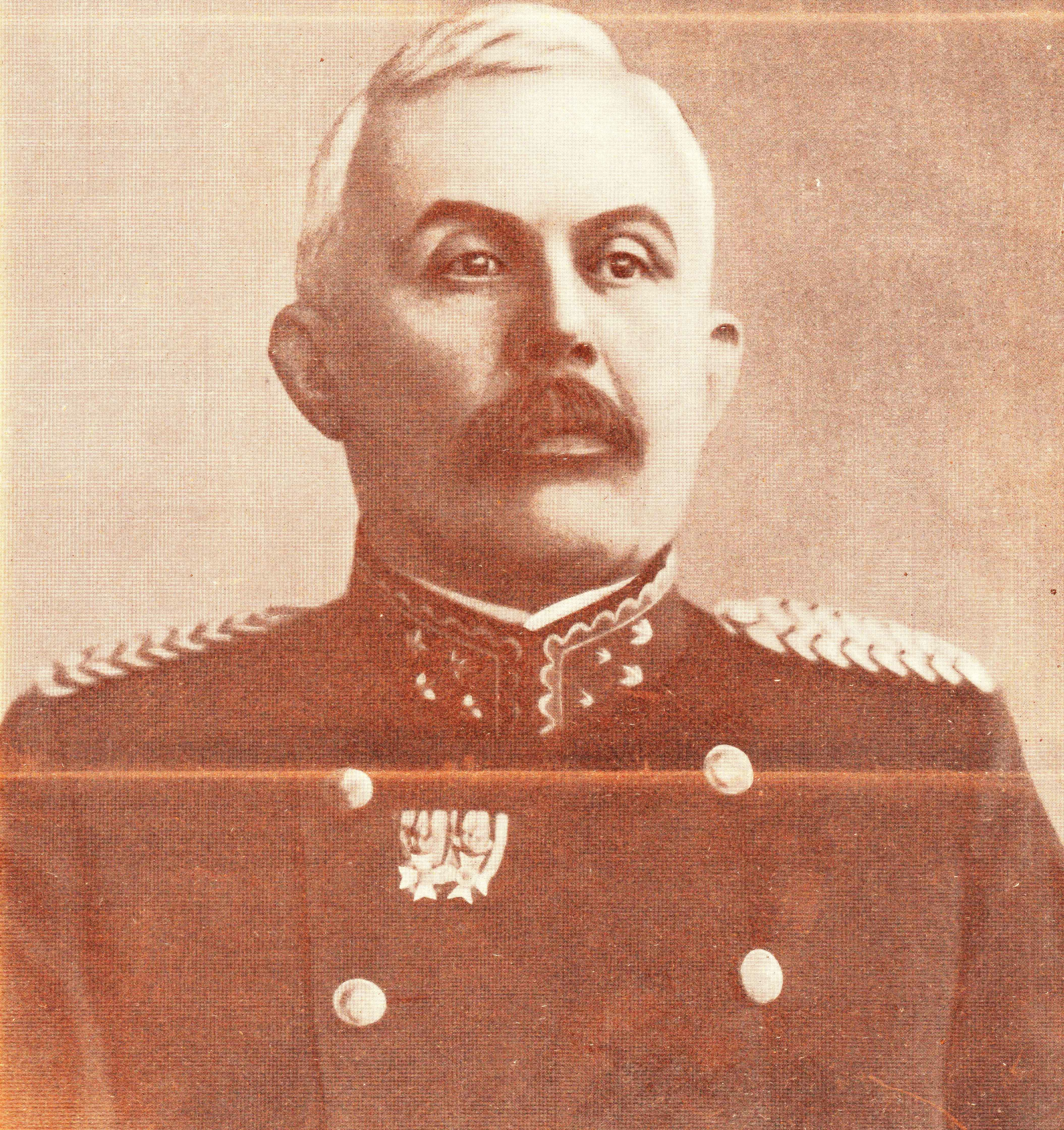
P.P.Chr. Collette

## D
- Louis Guillaume Diepenheim (1836-1891), Nederlands kolonel, ridder in de Militaire Willems-Orde 3e klasse
- Pieter Lodewijk Gerard Doorman (1834-1916), generaal-majoor der infanterie en medeoprichter van de Koninklijke Vereniging ter Beoefening van de Krijgswetenschap
- Frans Adam graaf van der Duijn van Maasdam, (1771-1848), politicus, mede-grondlegger Koninkrijk der Nederlanden

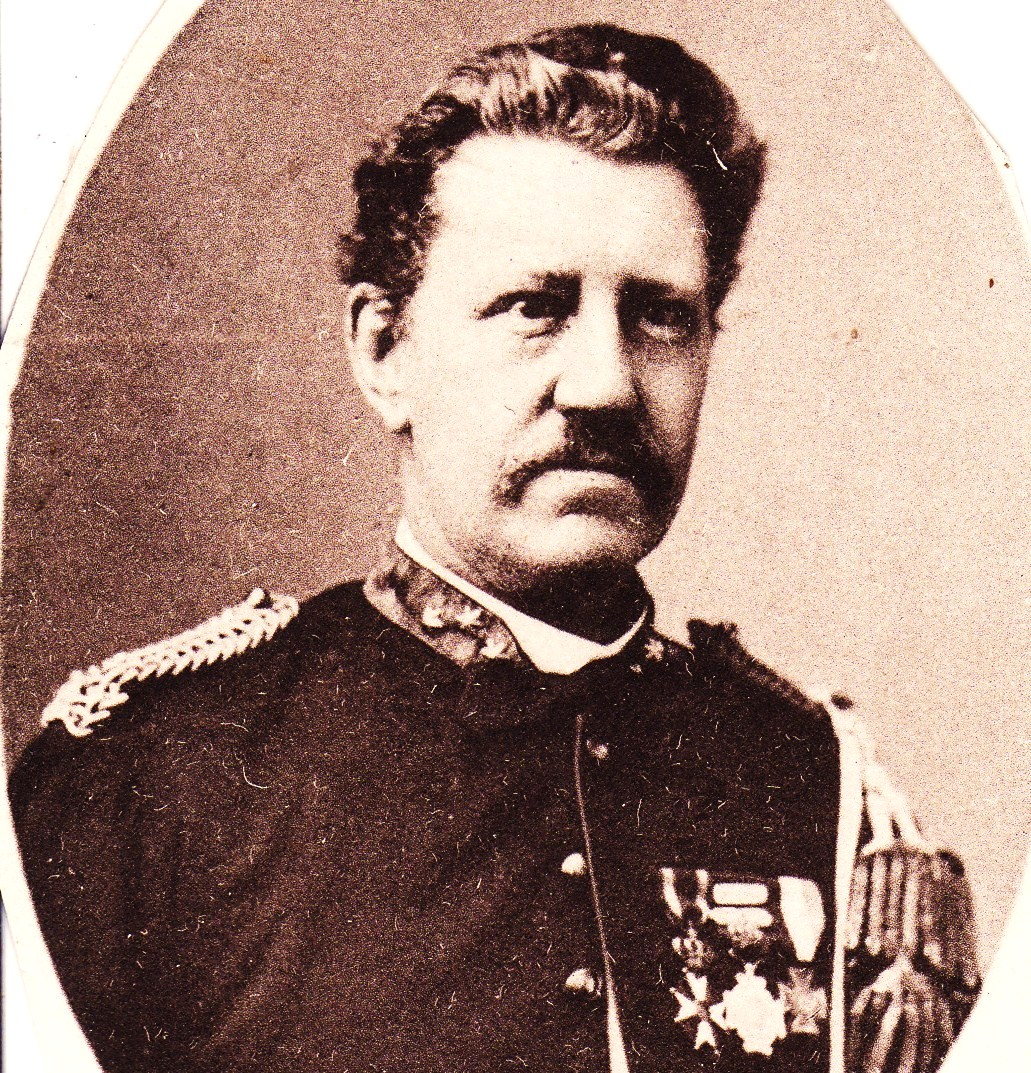
L.G. Diepenheim
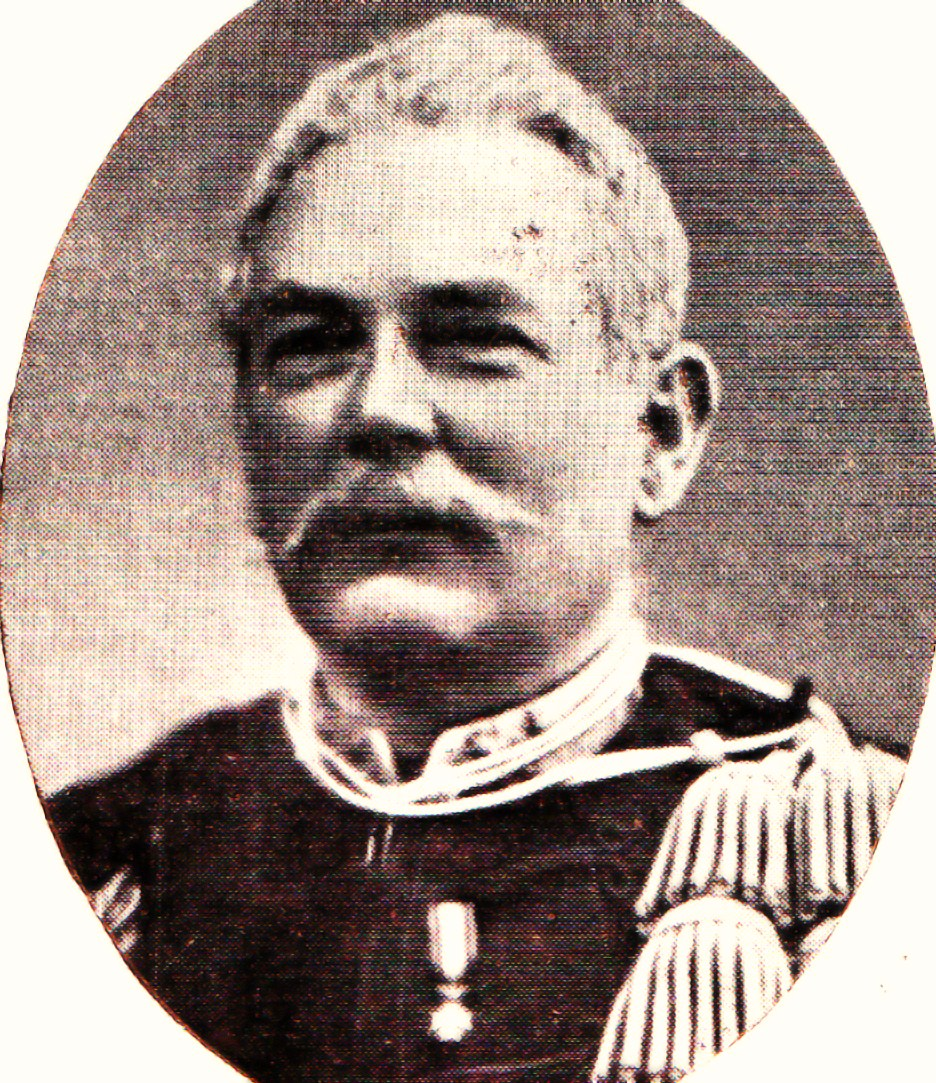
P.L.G. Doorman
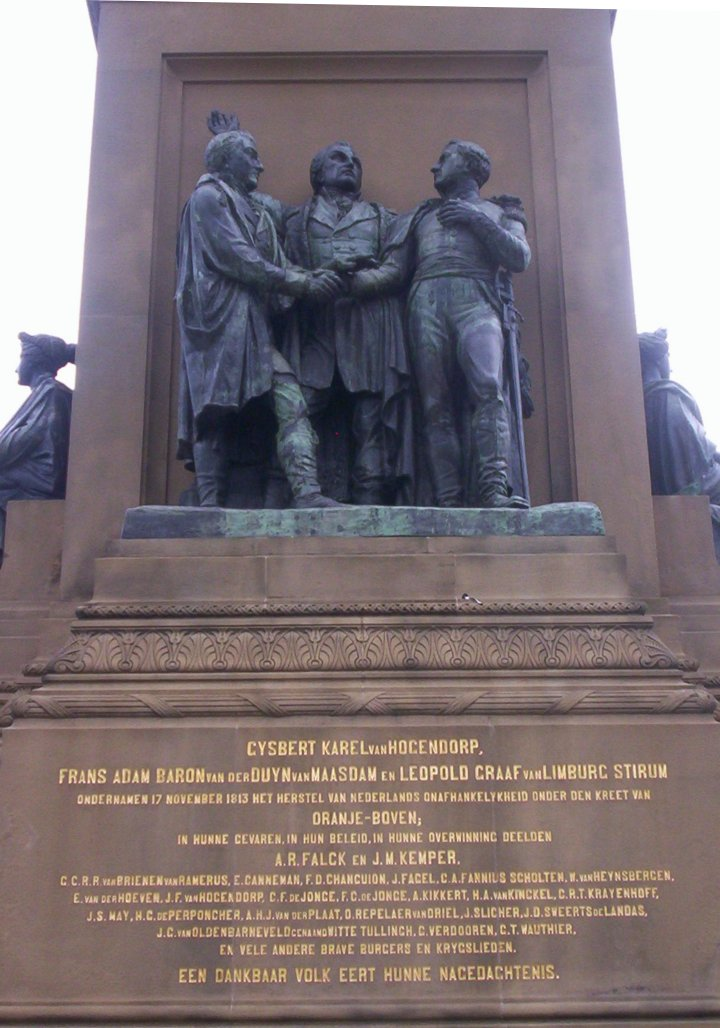
F.A. van der Duyn van Maasdam

## E
- Marcellus Emants (1876-1923), letterkundige

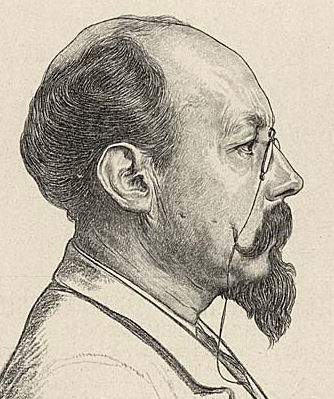
M. Emants

## G
- Lucius Willem Carel Gerlach (1835-1926), generaal-majoor, ridder Militaire Willems-Orde
- Gilles Jan Willem Cornelis Hermanus Graafland (1854-1921), officier in het Koninklijk Nederlandsch-Indisch Leger

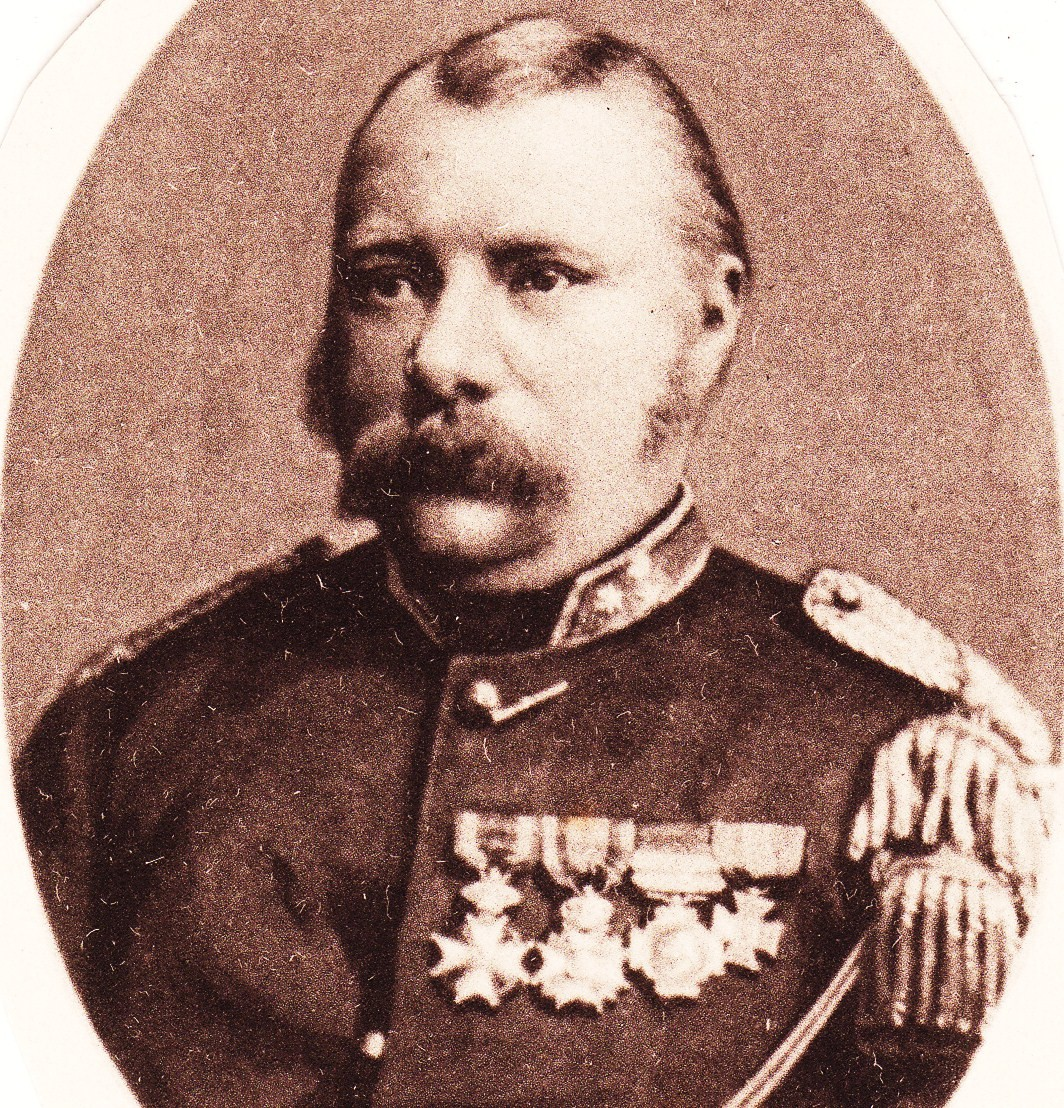
L.W.C. Gerlach
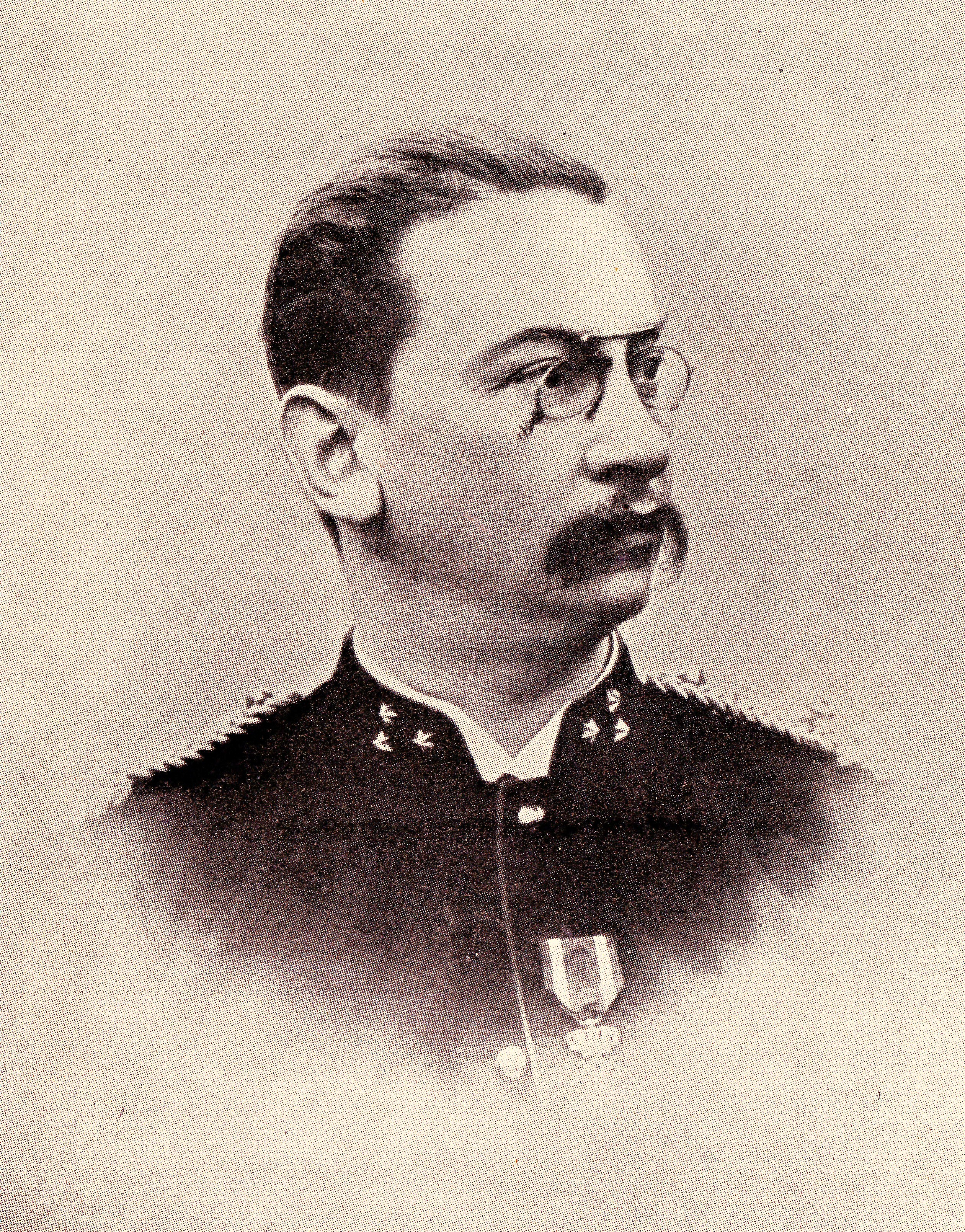
G.J.W.C.H. Graafland

## H
- Dirk Hannema (1895-1984), museumdirecteur
- Gijsbert Karel graaf van Hogendorp (1762-1834), mede-grondlegger van het Koninkrijk der Nederlanden

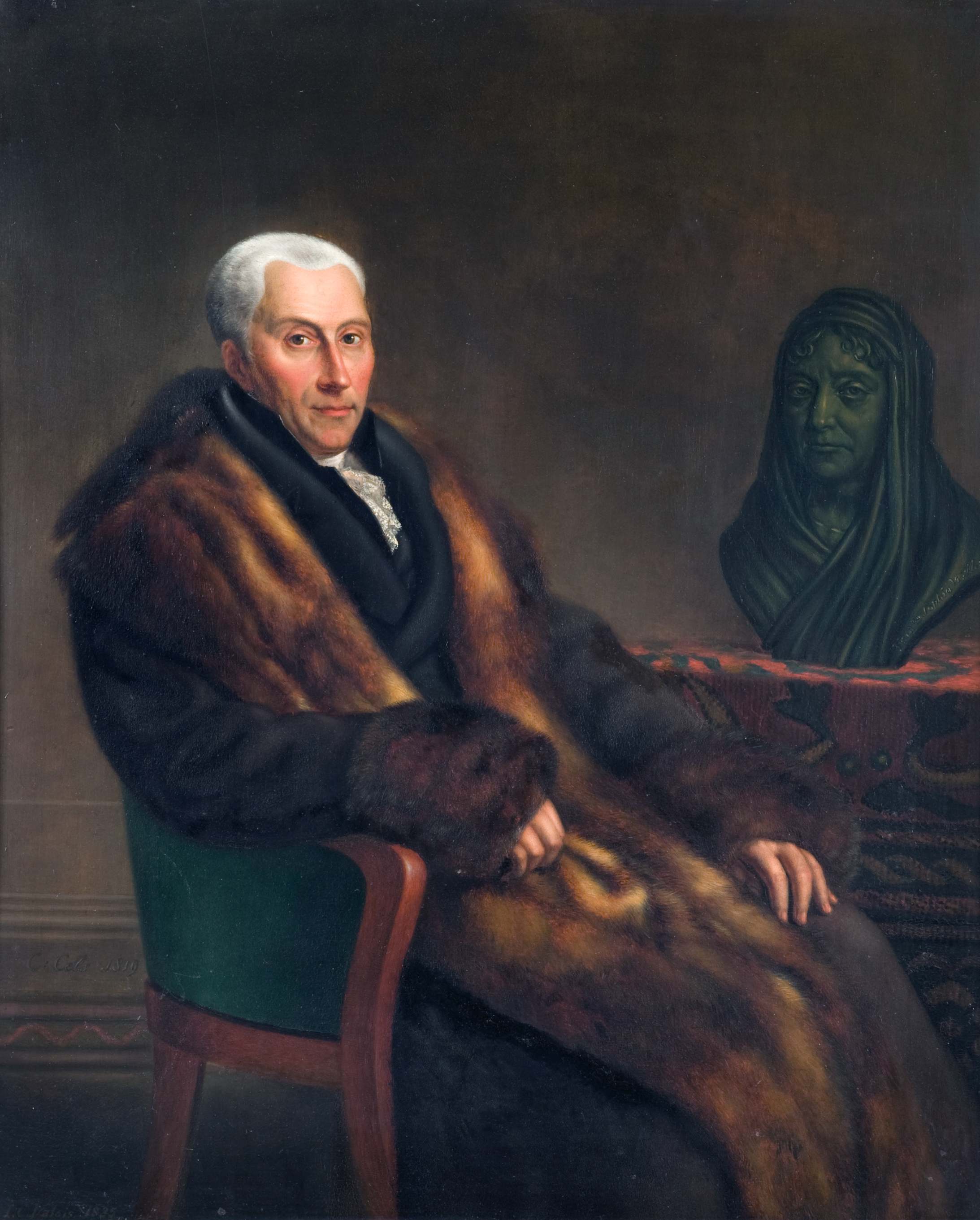
G.K. van Hogendorp

## J
- mr. Eduard Jellinghaus (1871-1944), jurist en rechter, president van het Gerechtshof in Den Haag en van het Hoog Militair Gerechtshof

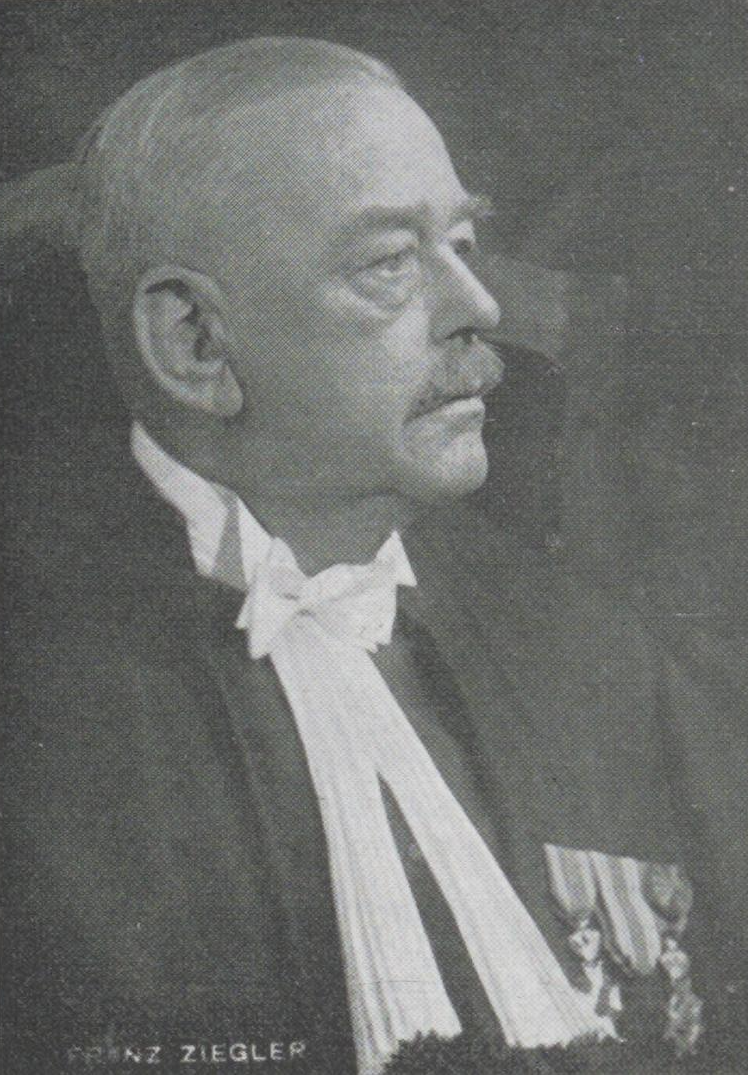
mr. E. Jellinghaus

## K
- Joost Karhof (1969-2017), Nederlands journalist en televisiepresentator
- Hendrik Merkus baron de Kock (1779-1845), gouverneur-generaal van Nederlands-Indië, minister van Binnenlandse Zaken

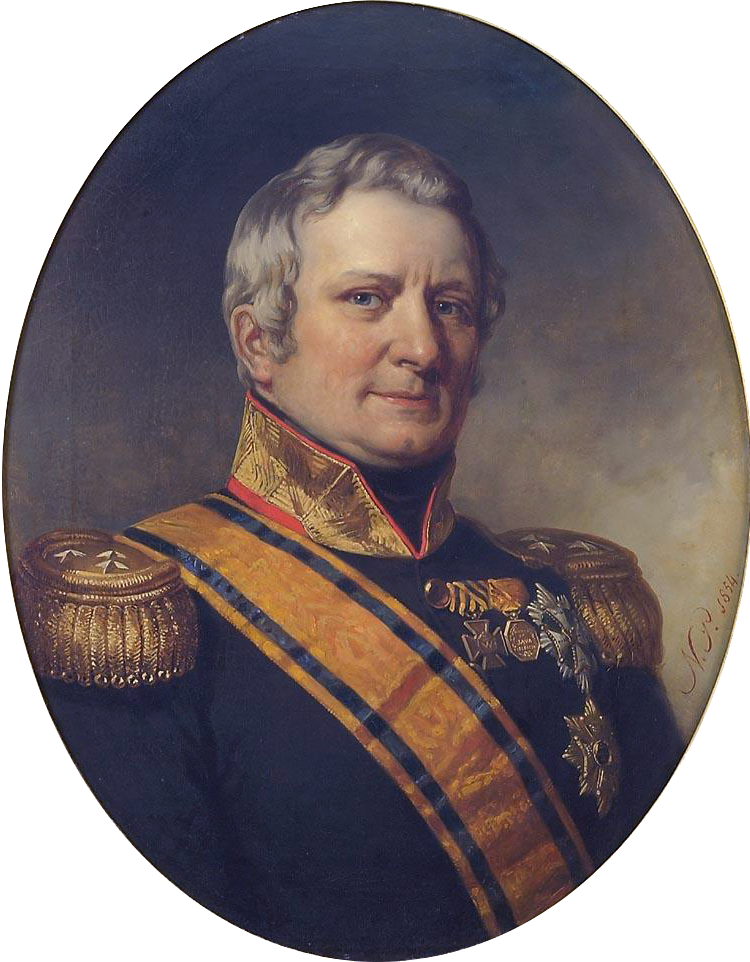
H.M. de Kock

## L
- Cornelis Lely (1854-1929), waterstaatkundige, minister, gouverneur van Suriname

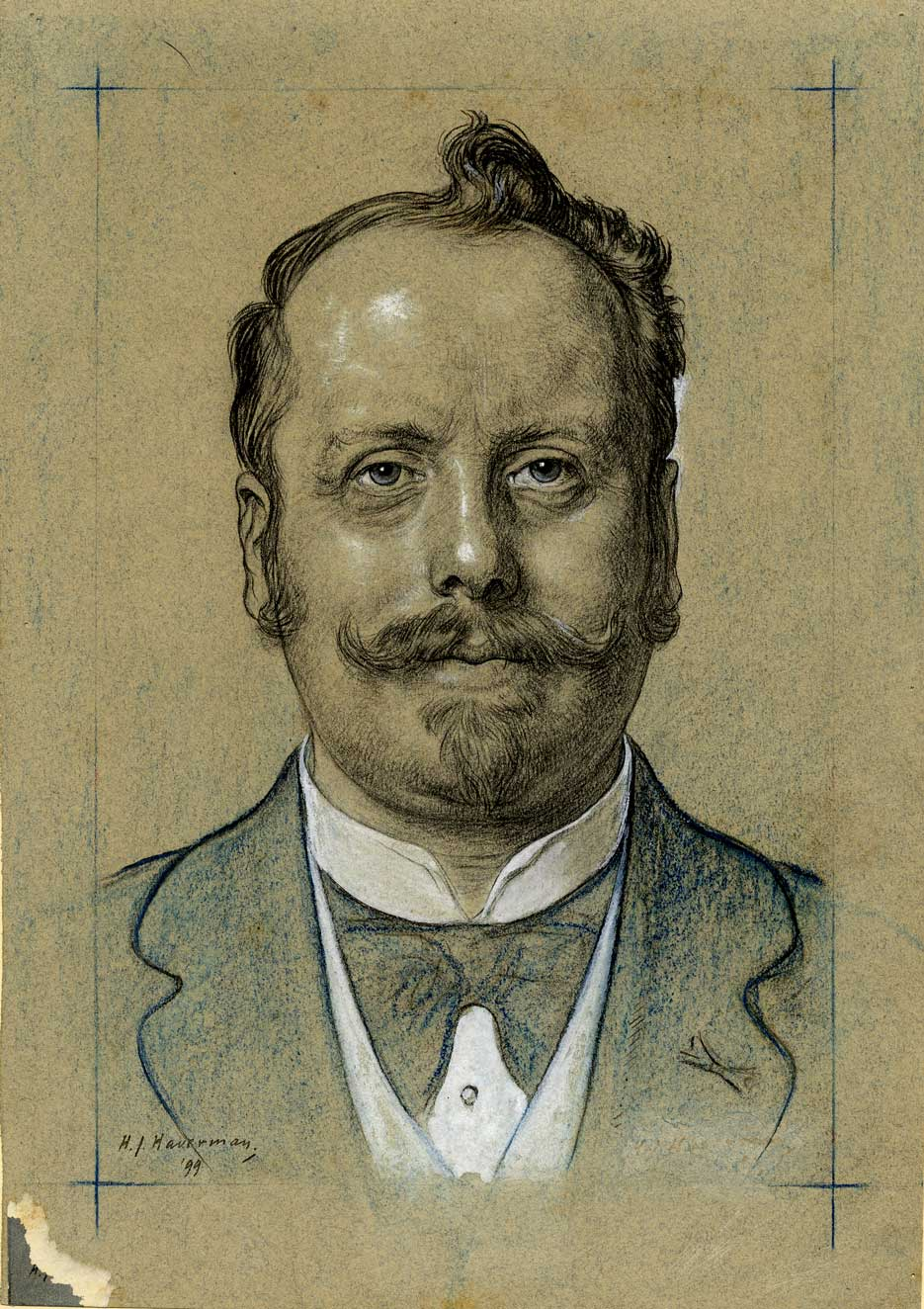
C. Lely

## M

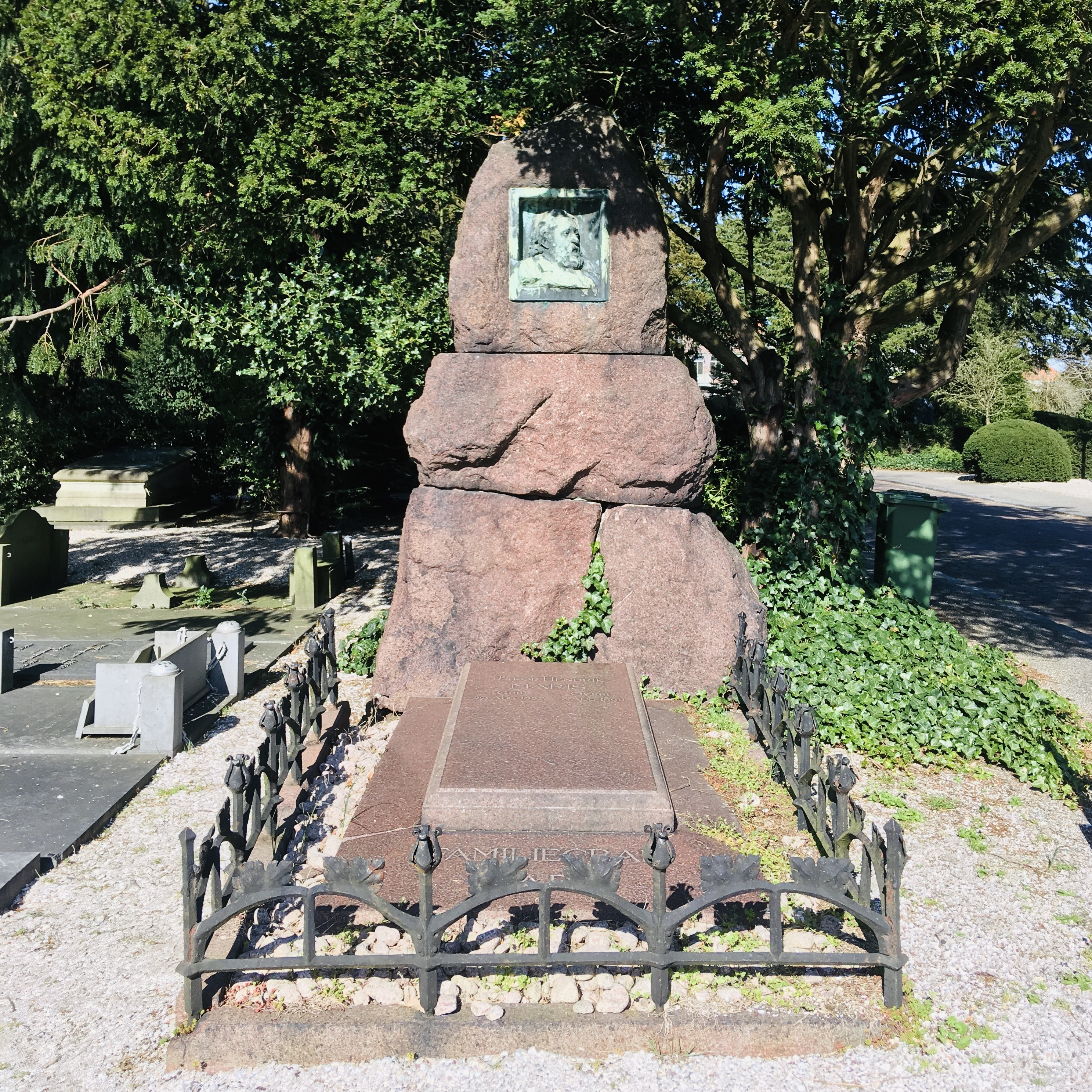
Grafmonument Jacob Maris

- Norman MacLeod (1837-1934), viceadmiraal
- Jacob Maris (1838-1899), kunstschilder
- Anton Mauve (1838-1888), kunstschilder

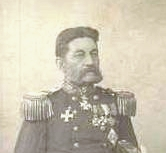
N. MacLeod
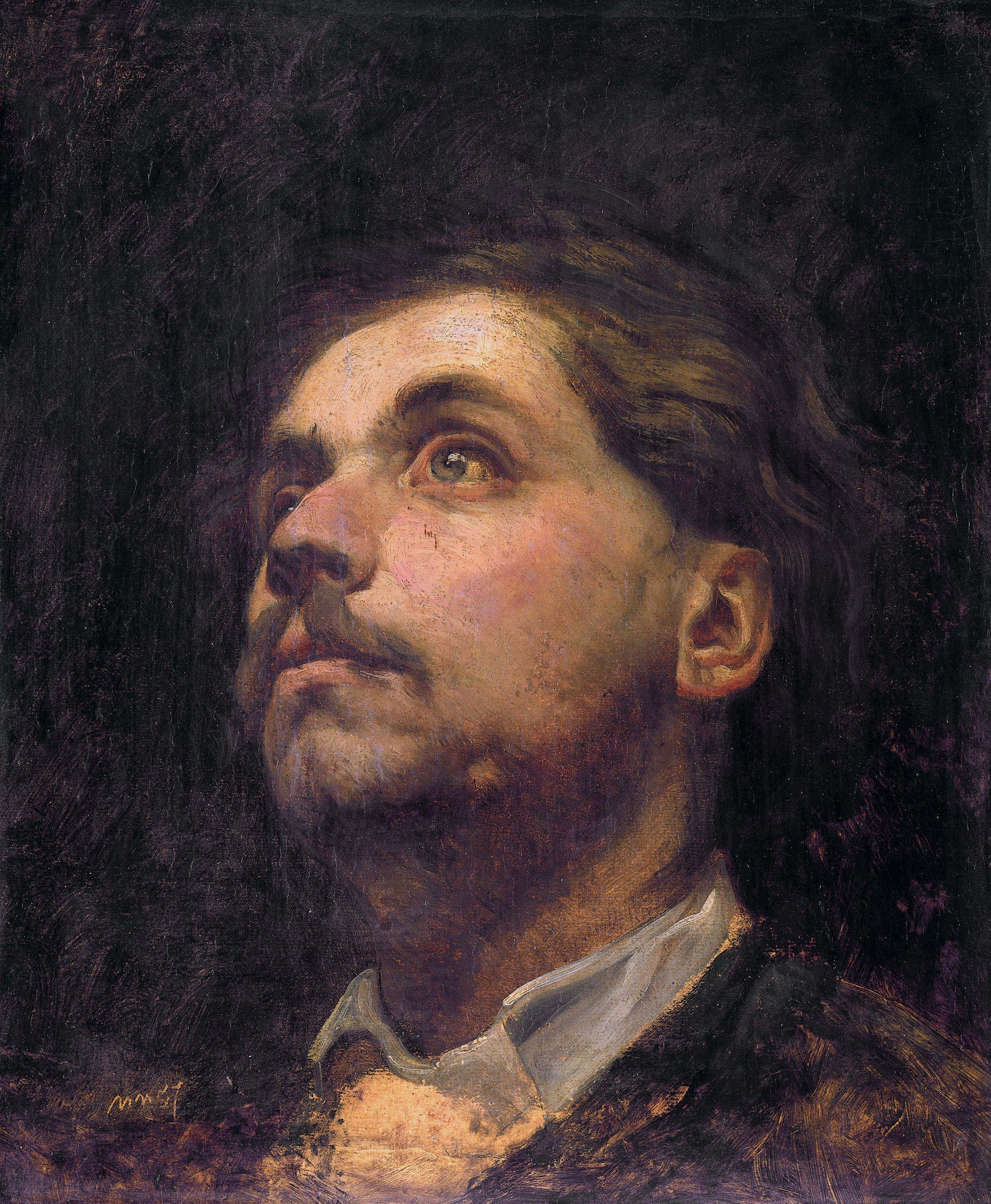
J. Maris
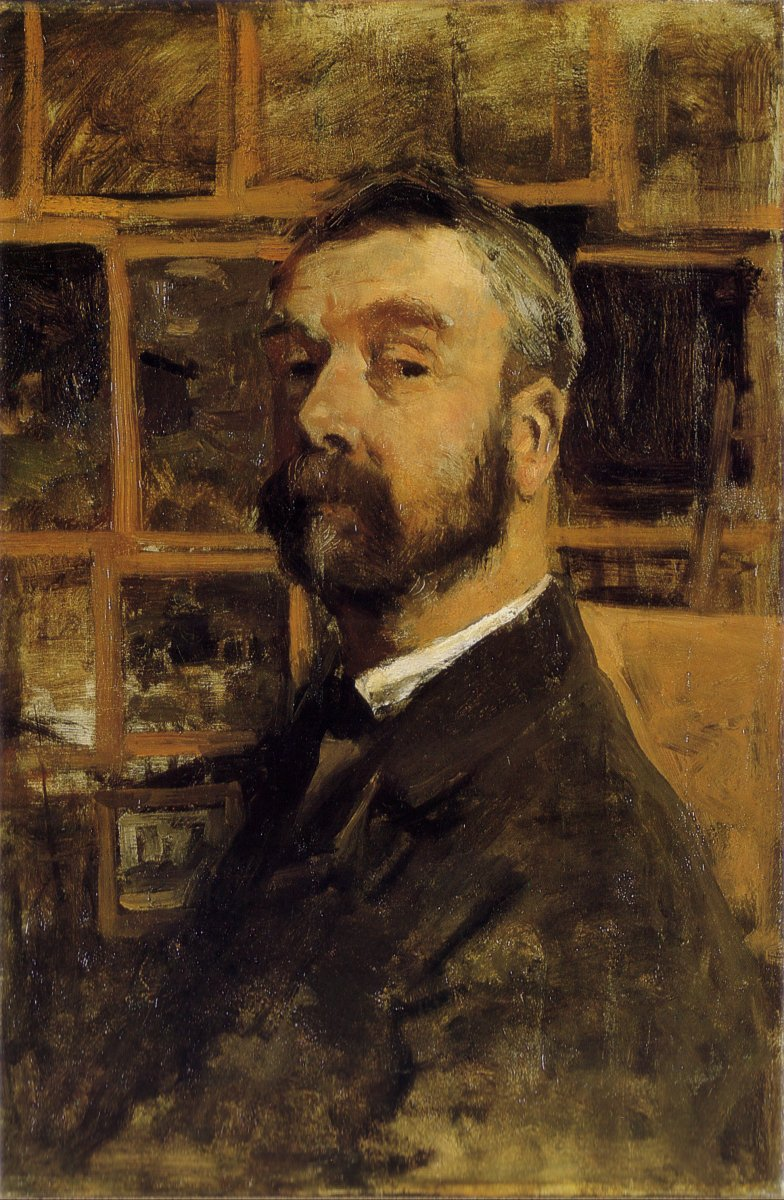
A. Mauve

## N

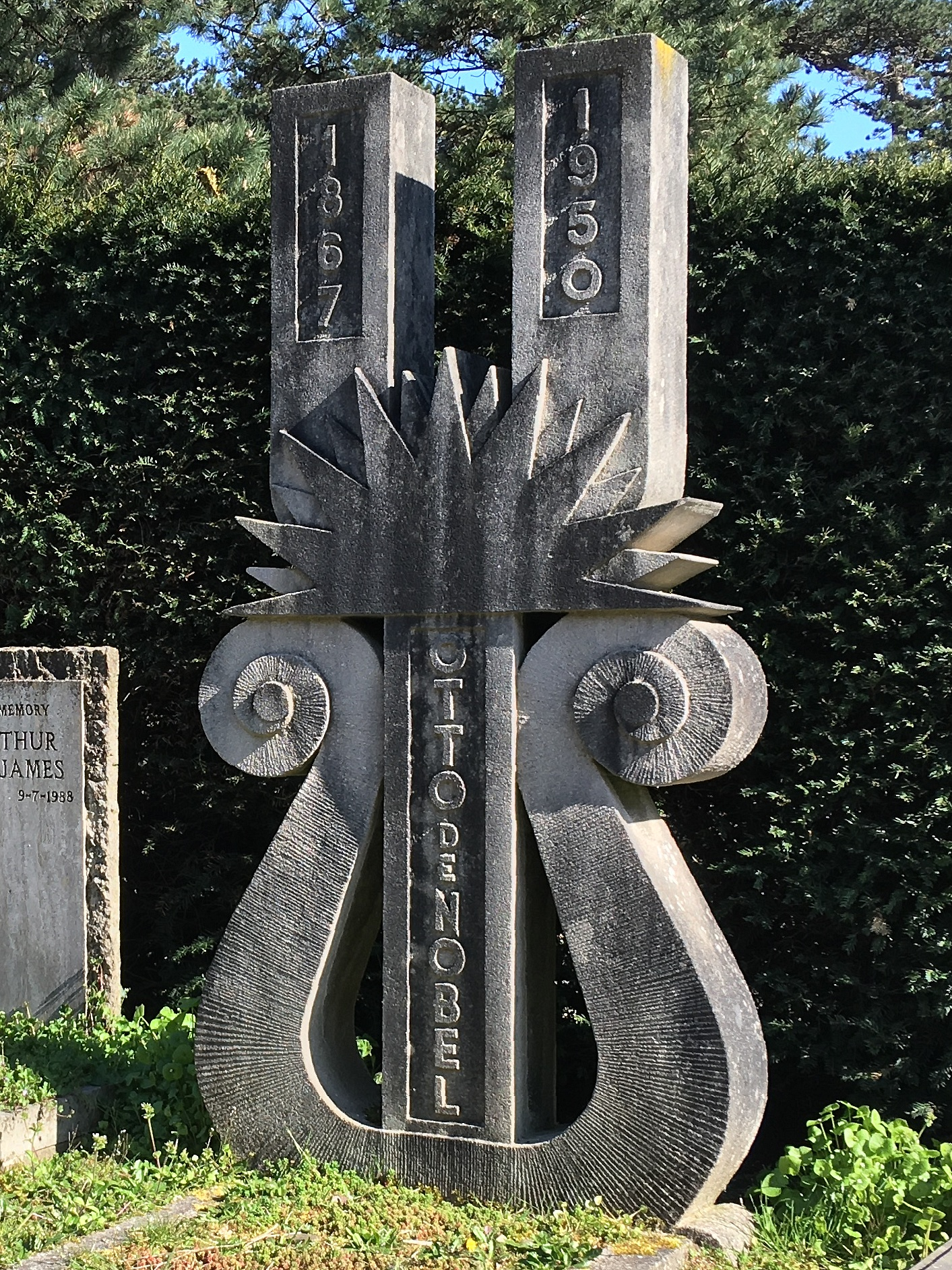
Graf van Otto Willem de Nobel

- Jaap Nanninga (1904-1962), kunstschilder
- Otto Willem de Nobel (1867-1950), dirigent, componist

## P
- Albert Plesman (1889-1953), luchtvaartpionier en oprichter KLM

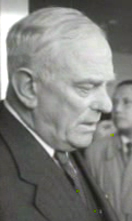
A. Plesman

- Bert Pronk, (1950-2005), Nederlands wielrenner.

## R
- Hendrik Raat (1815-1899), militair, burgemeester van Maastricht
- Jean Jacques Rambonnet (1864-1943), viceadmiraal, onder meer minister van Marine, hoofdverkenner De Nederlandsche Padvinders

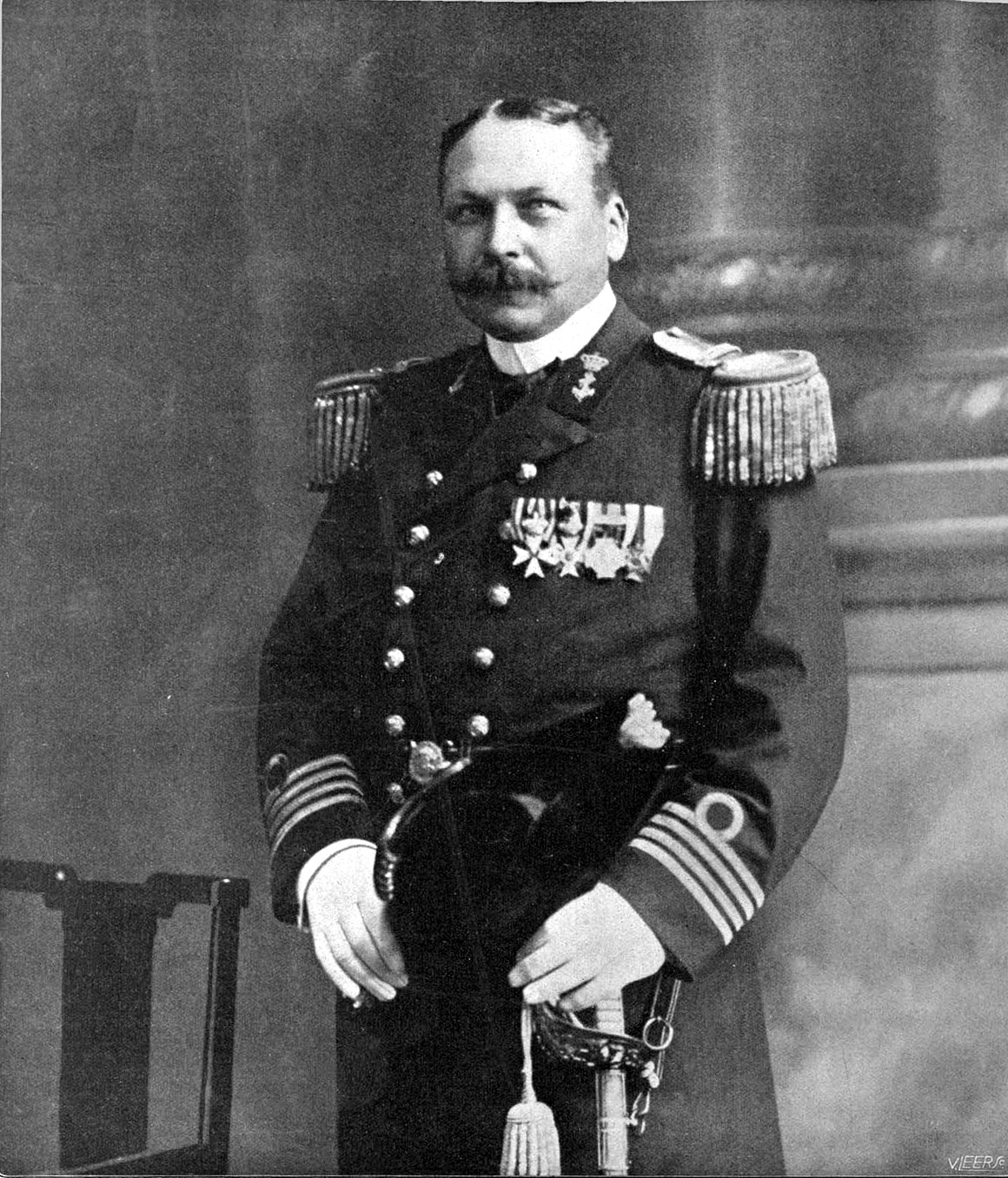
J.J. Rambonnet

## S

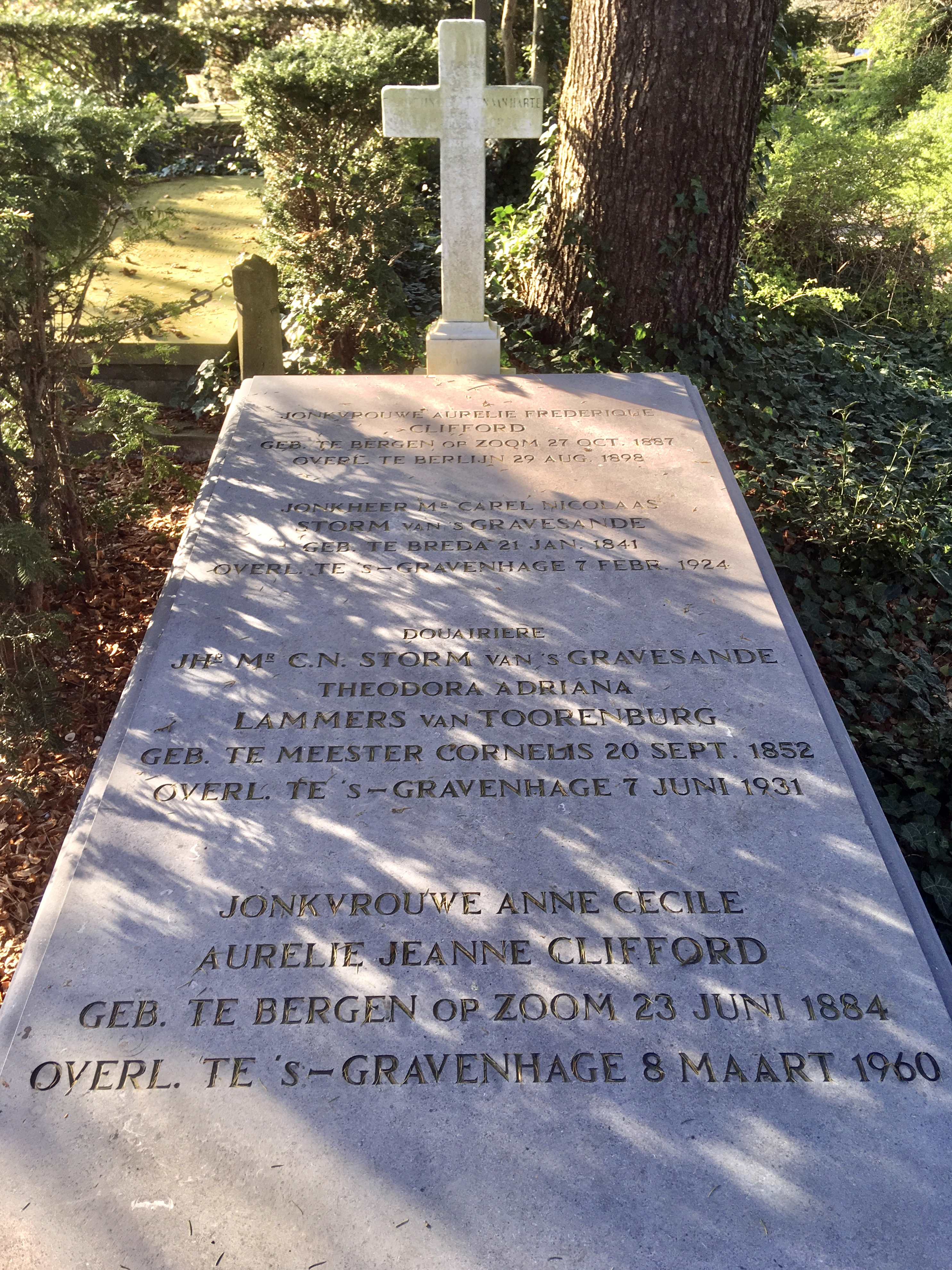
Graf van Jhr. Carel Nicolaas Storm van 's Gravesande

- Jérôme Alexander Sillem (1902-1986), bankier, bioloog en ontdekkingsreiziger
- Cornelis Jacob Abraham Speelman (1823-1898), generaal-majoor
- Clasina van Starrenburg (1875-1933), sopraan
- Carel Nicolaas Storm van 's Gravesande (1841-1924), kunstschilder, etser en lithograaf
- Cornelis Lubertus van Suchtelen van de Haare (1860-1943), luitenant-generaal en adjudant van het Koninklijk Huis

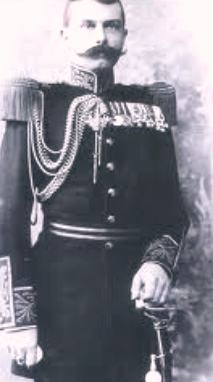
C.L. van Suchtelen van de Haare

- Louise de Sybourg (circa 1761 - overleden 1837), gouvernante van Anna Paulowna

## T

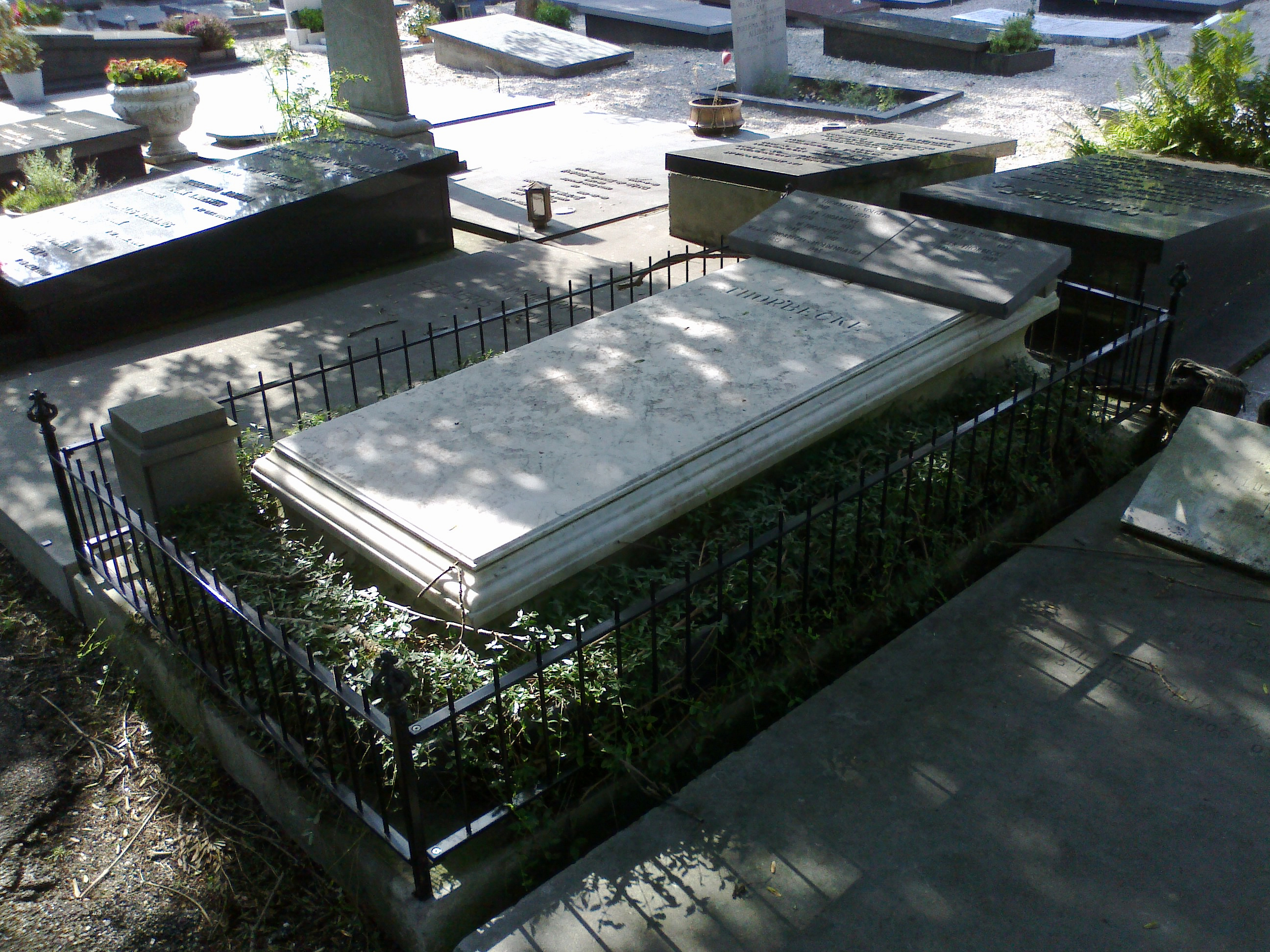
Graf van de liberale staatsman Johan Rudolph Thorbecke (1798-1872)

- Johan Rudolph Thorbecke (1798-1872), minister-president
- Pieter Jelles Troelstra (1860-1930), advocaat en politicus

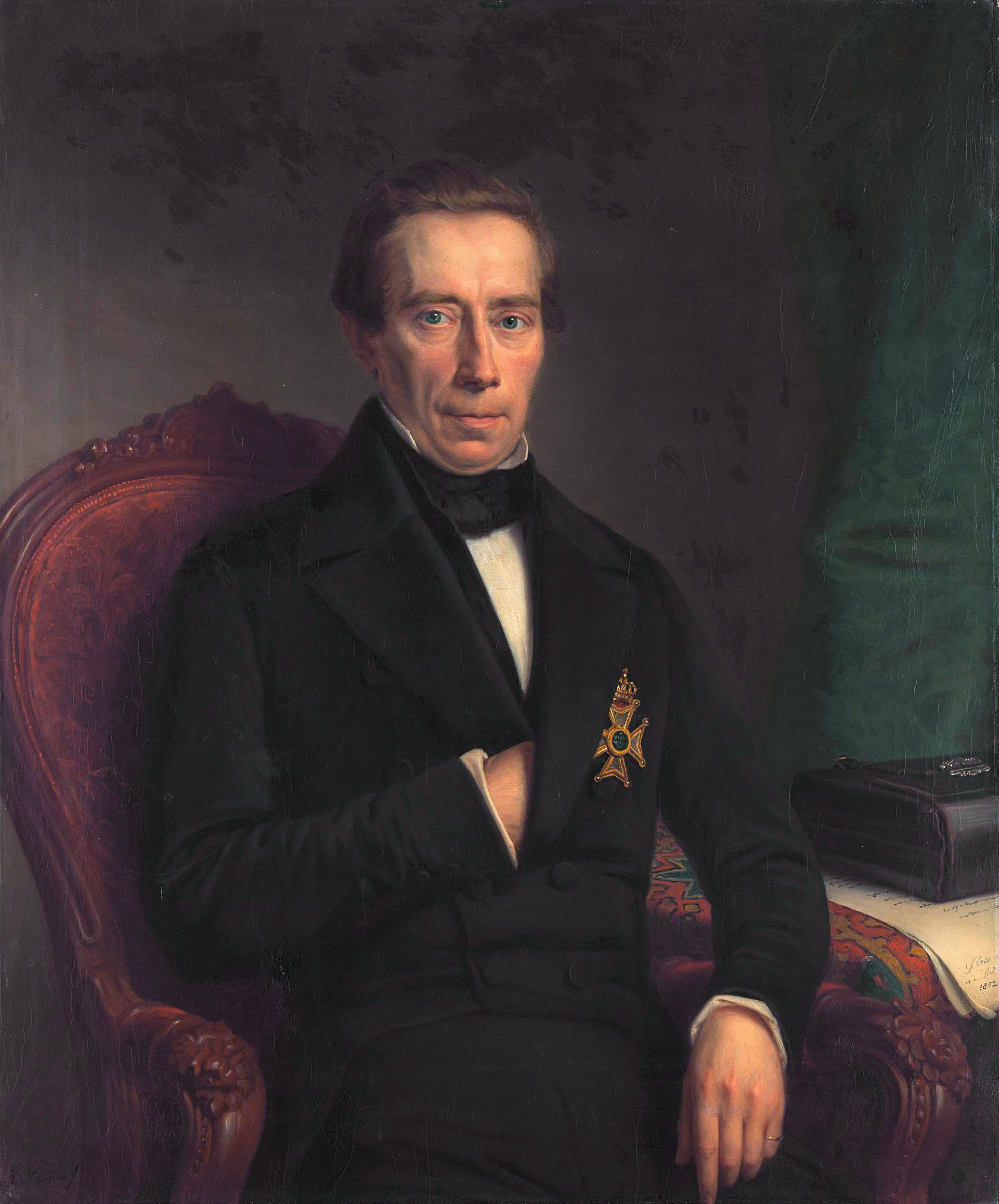
J.R. Thorbecke
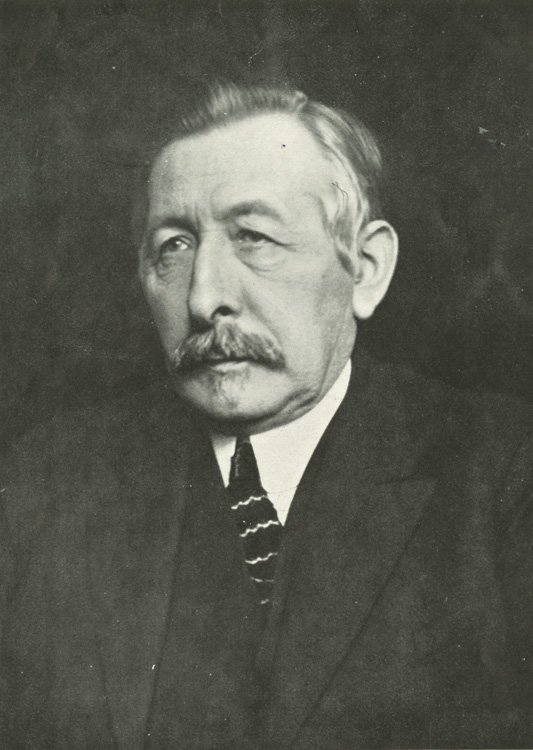
P.J. Troelstra

## V
- Gustave Marie Verspyck (1822-1909), generaal in het koninklijk Nederlandsch-Indisch Leger
- Henri Gustave Verspyck (1855-1917), ingenieur en directeur van de Westlandse Stoomtramweg Maatschappij, zoon van Gustave Marie Verspyck
- Jacob Christiaan Verspyck Mijnssen (1856-1924), generaal-majoor en directeur van het informatiebureau van het Rode Kruis
- Johannes Jacobus Wilhelmus Eliza Verstege (1836-1890), luitenant-kolonel, ridder Militaire Willems-Orde

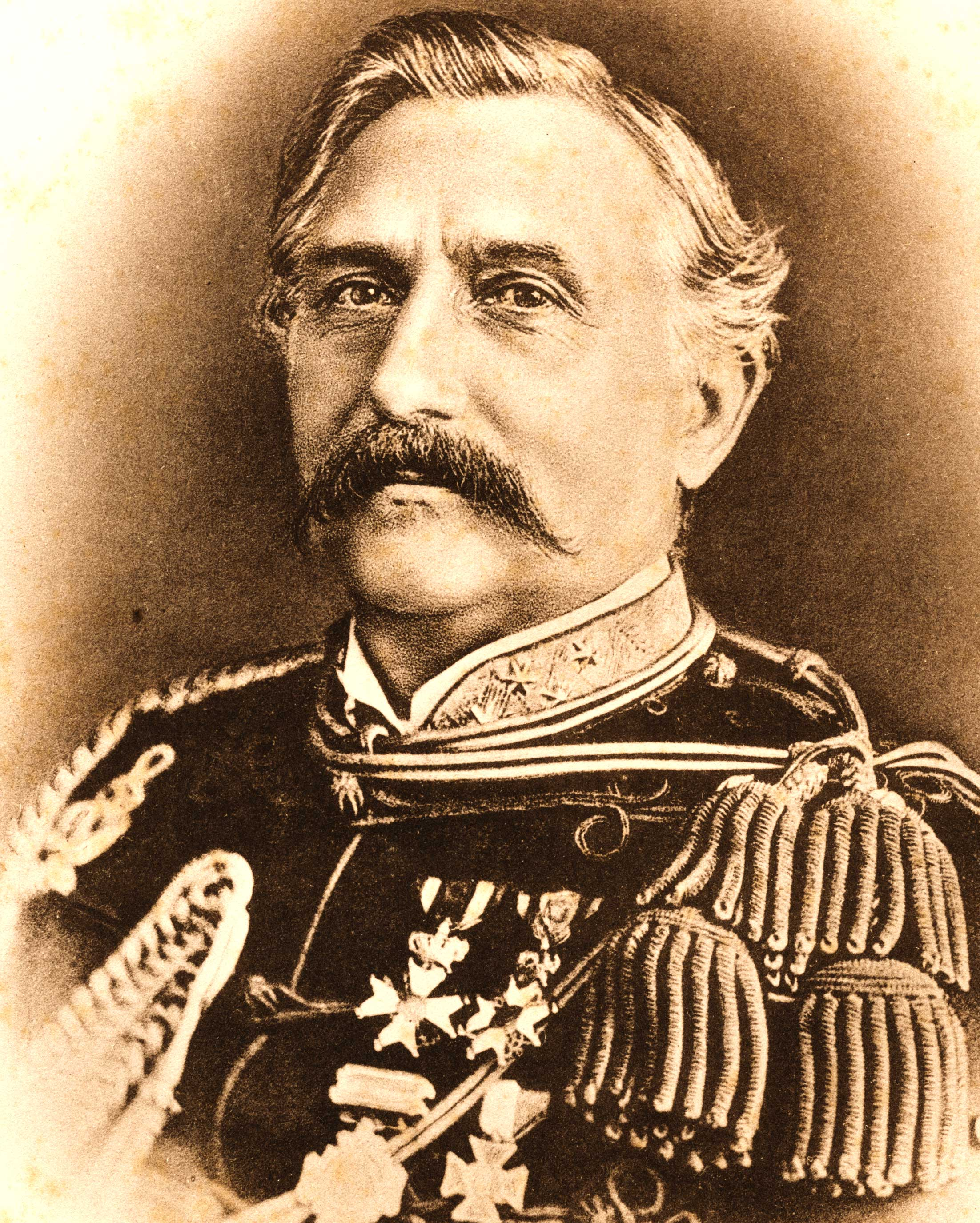
G.M. Verspyck
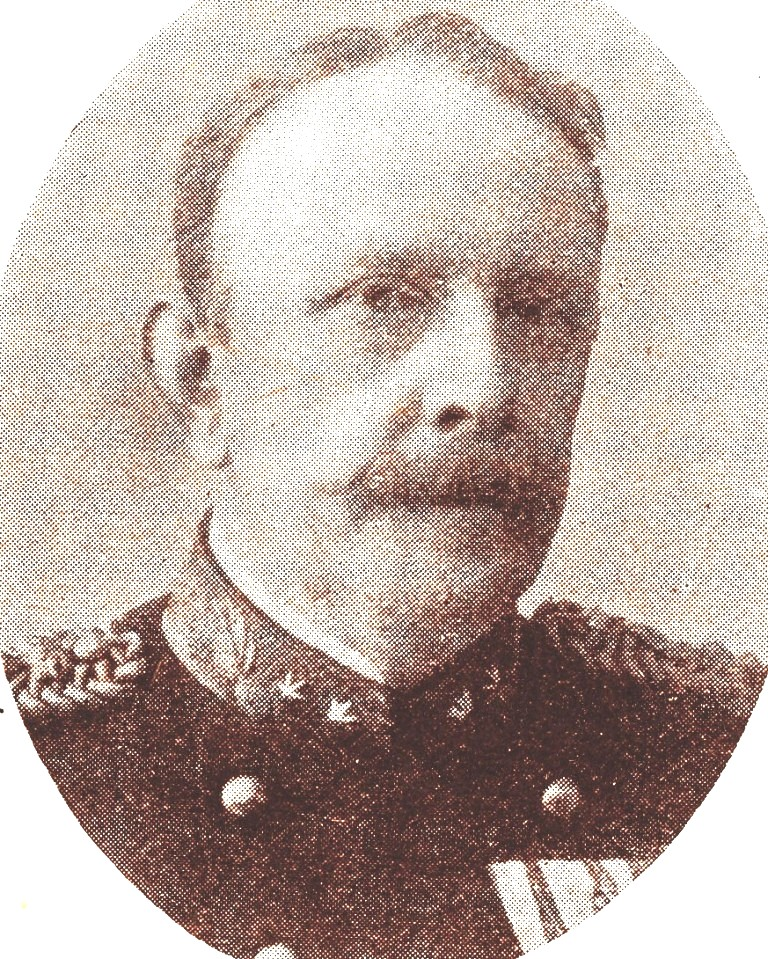
J.C. Verspyck Mijnssen
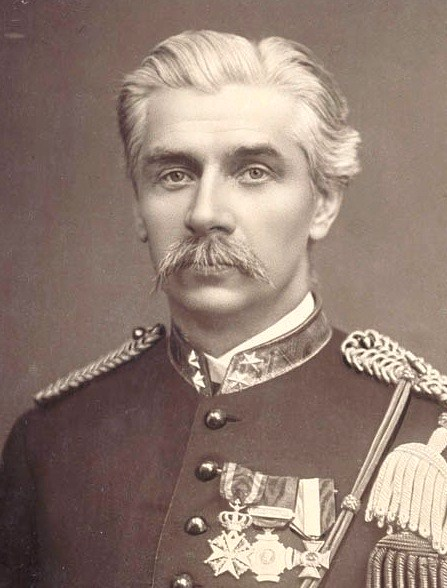
J.J.W.E. Verstege

## W

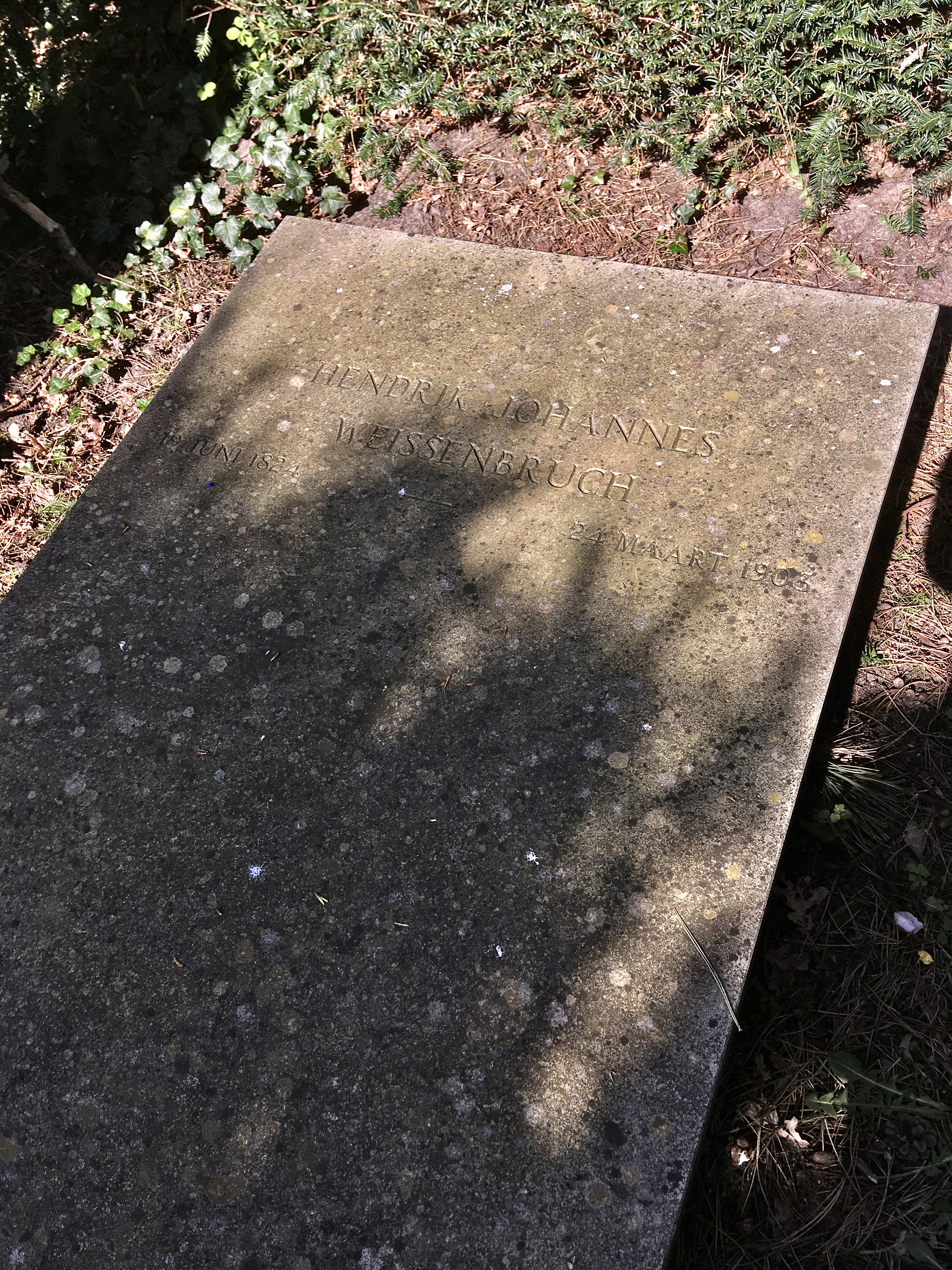
Graf van Jan Hendrik Weissenbruch

- Johan de Waal (1848-1922), luitenant-generaal en inspecteur der artillerie
- Jan Hendrik Weissenbruch (1824-1903), kunstschilder
- Johan Cornelis van der Wijck (1848-1919), commandant van het Koninklijk Nederlandsch-Indisch Leger
- Gerard de Wijs (1846-1909), ridder in de Militaire Willems-Orde en wethouder van Den Haag
- Christine Wilhelmine Isabelle Wttewaall van Stoetwegen (1901-1986), lid Tweede_Kamer_der_Staten-Generaal

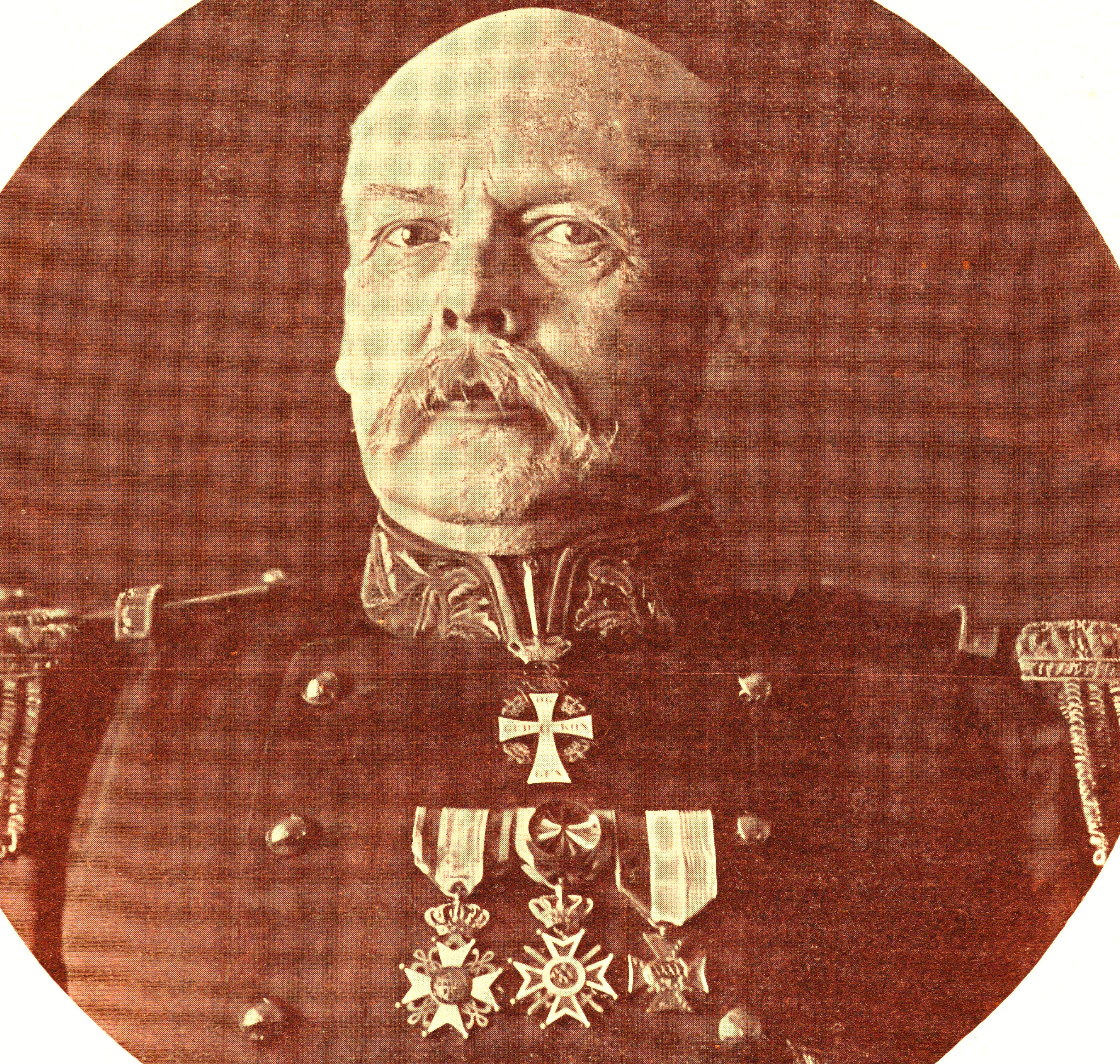
J. de Waal
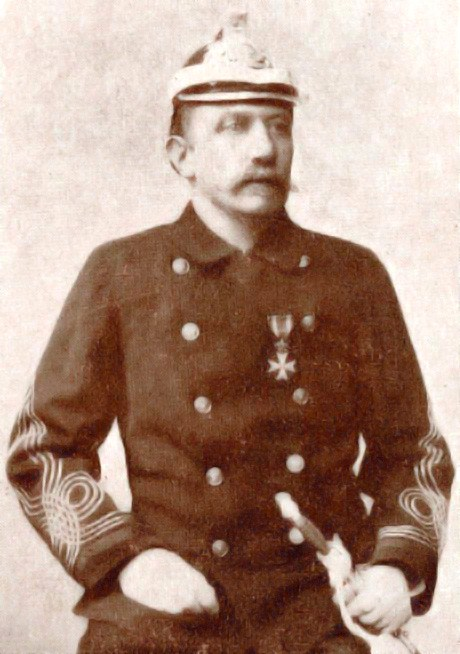
G. de Wijs

## Z
- Theodoor Johan Arnold van Zijll de Jong (1836-1917), commandant van het Koninklijk Nederlandsch-Indisch Leger
- Gustaaf Eugenius Victor Lambert van Zuylen (1837-1905), kolonel der genie, ridder Militaire Willems-Orde

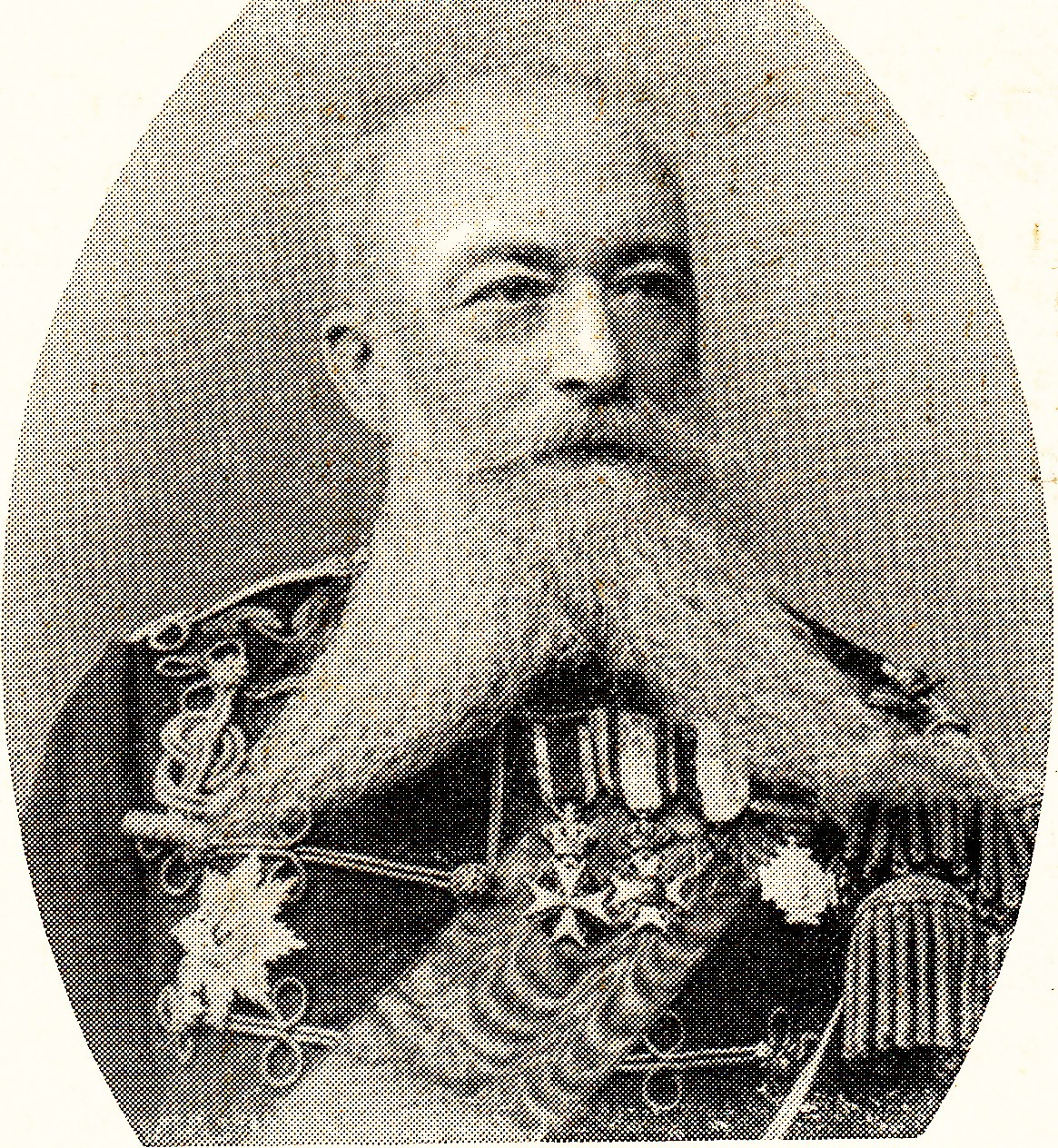
Th.J.A. van Zijll de Jong
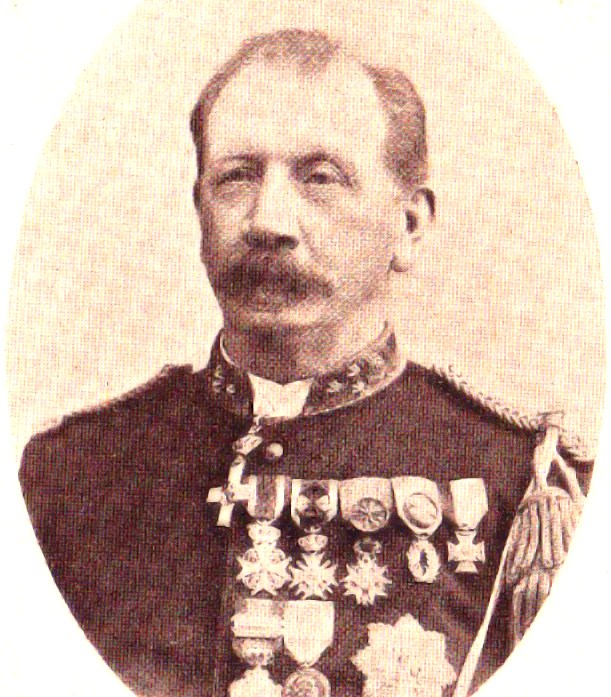
G.E.V.L. van Zuylen